# Kantonsschule Baden
Die Kantonsschule Baden, auch «Kanti Baden» genannt, ist eine Aargauer Kantonsschule am Stadtrand von Baden. Sie bietet drei Bildungslehrgänge an: das Gymnasium, die Wirtschaftsmittelschule und die Informatikmittelschule. Die Schule ist in zehn modernen Gebäuden untergebracht, die ersten fünf stammen vom Architekt Fritz Haller.
Als erster Schweizer Schule wurde ihr 2013 das Gütezeichen MINT-freundliche Schule verliehen, gefolgt von einer erneuten Würdigung 2016 und 2019. Der Deutsche Verein zur Förderung des mathematischen und naturwissenschaftlichen Unterrichts fand die Lehrkräfte und die Infrastruktur, die naturwissenschaftlichen Förderungsprogramme für Begabte und die Lehrinhalte an der Kanti Baden als besonders geeignet.
Die Kanti Baden hat zwei Partnerschulen, mit denen regelmässige Klassenaustausche stattfinden: das Collège de Gambach in Fribourg und die Shanghai I&C Foreign Languages School. Seit Dezember 2017 läuft das Projekt Chagall mit Beteiligung der Bezirks- und Sekundarschulen Baden, Wettingen und Spreitenbach sowie der Berufsfachschule Baden. Es begleitet Jugendliche aus finanziell bescheidenen Verhältnissen oder mit Migrationshintergrund im Übergang von der Sekundarstufe I an die Mittelschulen oder in eine Lehre mit Berufsmatur.
Die Schule bietet ihren Schülern die Möglichkeit, in Lernateliers zu lernen (LEiLA). Neben dem klassischen Präsenzunterricht in Klassenzimmer werden andere Unterrichtsformen eingesetzt, die es den Schülern ermöglichen, selbstständig zu arbeiten und die ihre Eigenverantwortung fördern sollen.

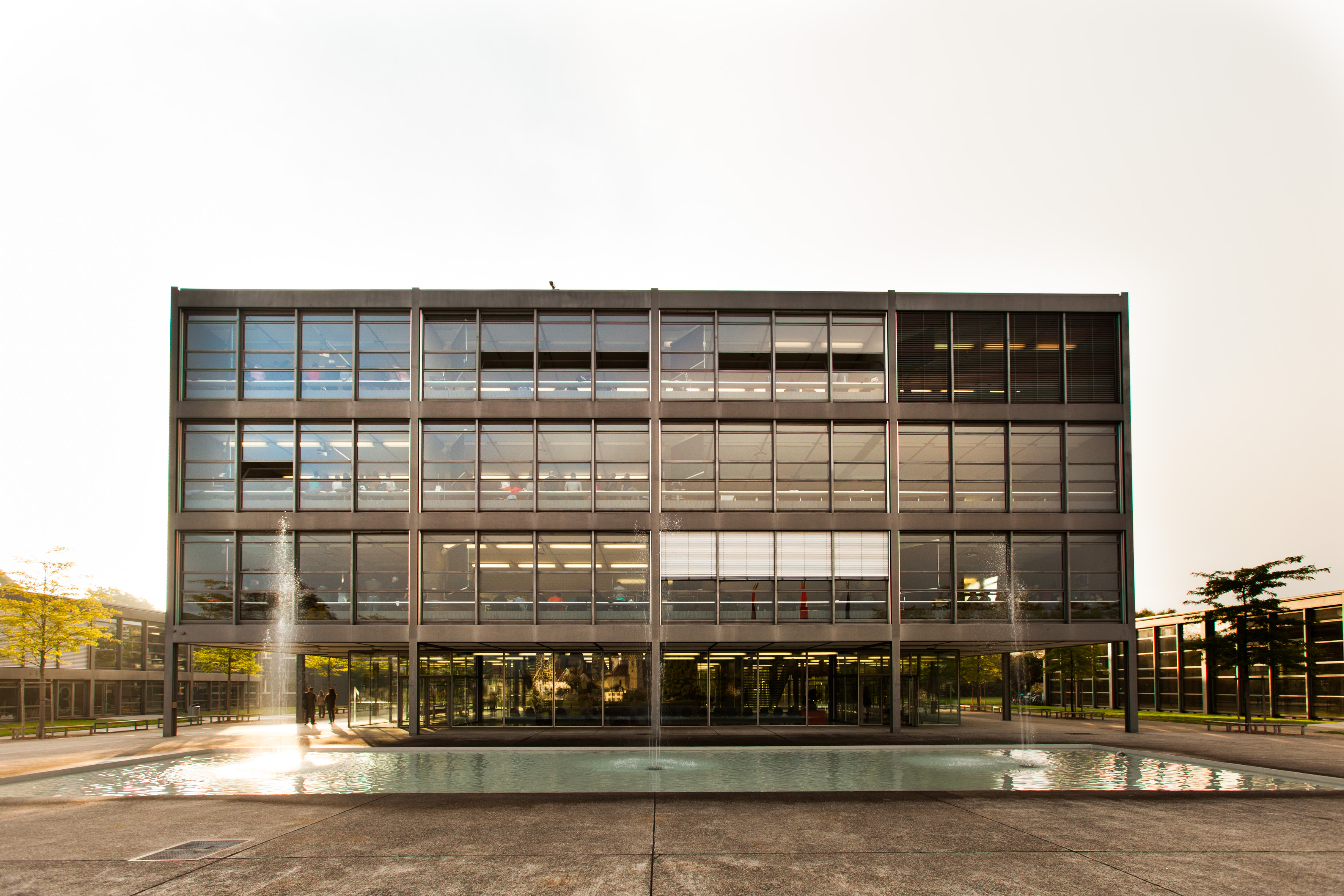
Kantonsschule Baden

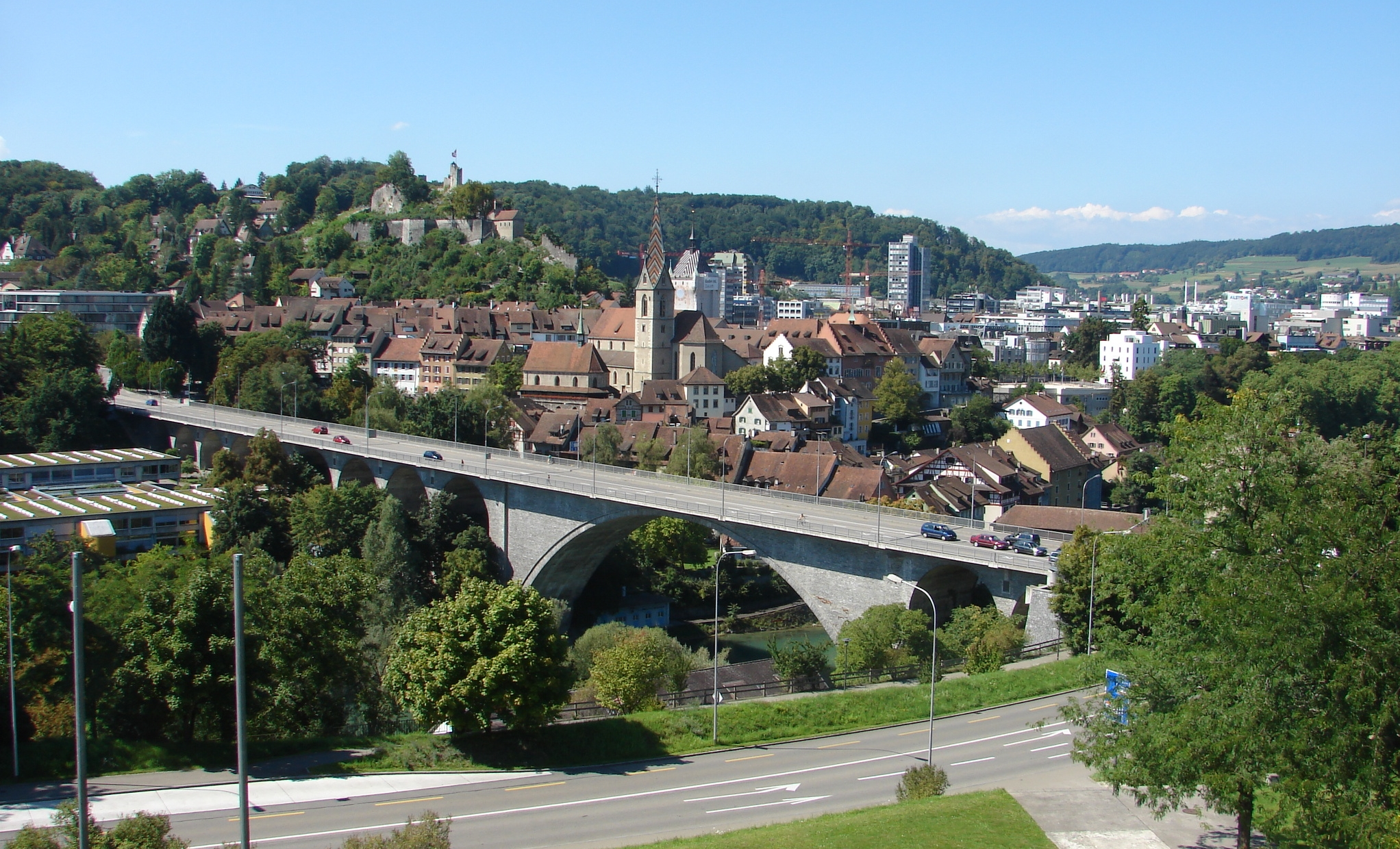
Aussicht vom Hallerbau auf die Stadt Baden

## Ausbildung und Unterricht

### Grundsätze
An der Kanti Baden wird nach kantonalen Lehrplänen unterrichtet. Das wissenschaftliche Denken und Arbeiten wird genauso vermittelt wie das eigenständige Urteilen. Die Schule leitet zur differenzierten Auseinandersetzung mit Kunst und Literatur ebenso an wie zu einer intensiven Beschäftigung mit Sport und Musik. Pflichtsprachen sind Deutsch, Französisch und Englisch. Seit 2014 gilt BYOD – bring your own device. Die Studierenden besitzen einen persönlichen Laptop und setzen ihn zur Informationsbeschaffung, -präsentation und -verarbeitung ein. Die Studierenden und Lehrpersonen setzen diverse E-Learning-Programme für den Unterricht ein. Je nach Bildungslehrgang ist auch ein Sozialdienst, ein Praktikum oder ein Sprachaufenthalt Teil der Ausbildung. Schulreisen und Projektwochen runden das Angebot ab.

### Immersionsklassen, Sprachzertifikate, Austauschjahr
An der Kantonsschule Baden gibt es pro Jahrgang mindestens eine Abteilung, die immersiv unterrichtet wird. Das heisst, der Unterricht wird in mehreren Fächern (Mathematik, Physik, Chemie, Biologie, Wirtschaft und Recht, Informatik, Geschichte und Geografie) in der Fremdsprache Englisch durchgeführt. Dies fördert den Umgang mit der Fremdsprache, da während des Unterrichts ausschliesslich in dieser Sprache kommuniziert wird. Der immersive Unterricht ist auf besonders leistungsfähige Schüler ausgerichtet. Beim Abschluss des Gymnasiums erhält man einen Vermerk Zweisprachige Matur im Maturzeugnis. Ausserdem besteht die Möglichkeit, an der Kantonsschule Kurse zu besuchen, die als Vorbereitung für die Prüfungen von Sprachzertifikaten dienen. Man kann sich in Englisch auf die Prüfungen First- und Advanced-Certificate vorbereiten und auf die Prüfungen des DELF-DALF-Programmes in Französisch. Schülerinnen und Schüler können zudem ein Austauschsemester oder ein Austauschjahr im Ausland absolvieren. Die Schule nimmt auch regelmässig Austauschschüler aus aller Welt auf.

### NAWIMAT, TAFF und SMART
Die Kantonsschule Baden bietet mit NAWIMAT (Naturwissenschaften und Mathematik) ein besonderes Angebot im Rahmen des Akzentfachs Mathematik an. Ziel von NAWIMAT ist es, praxisnah in die Prinzipien und Arbeitsweisen der Naturwissenschaften einzuführen. Während der ersten beiden Schuljahre besuchen die Schüler wöchentlich zwei Lektionen naturwissenschaftliche Praktika. Die beteiligten Fächer Biologie, Chemie, Geografie und Physik ermöglichen es, Themen aus allen Bereichen der Natur zu behandeln und Einblick in verschiedene Vorgehensweisen der naturwissenschaftlichen Forschung zu gewähren. TAFF steht für «Talente mit ausserschulischem Fokus fördern» und ist ein Angebot für Schülerinnen und Schüler, die die gymnasiale Ausbildung und eine zeitintensive ausserschulische Betätigung unter einen Hut bringen wollen. SMART (Students Motivated Achieve Real Targets) ist das Begabtenförderungsprogramm der Kanti Baden. SMART steht motivierten Schülerinnen und Schülern offen, deren Interessen über das Grundangebot der Schule hinausgehen. Es werden Kurse, Workshops, Vorträge und Lesungen zu verschiedenen Themen wie Kunst, Wissenschaft und Politik angeboten. Beispiele sind die Lesung von Usama Al Shahamani oder der Vortrag von Carel van Schaik und Kai Michel über die Geschichte der Geschlechterungleichheiten.

### Freifächer
Neben den Sprachen Italienisch, Spanisch, Französisch, Latein, Griechisch, Russisch, Arabisch, Chinesisch und den Zertifikatskursen CAE/CPE und DELF werden folgende Freifächer angeboten:
- Robotik / Web of things
- Literarisches Schreiben, Atelier Bildnerisches Gestalten (Zusatz), Fotografie, Film, Instrumentalunterricht, Keramik
- Chor, Big Band, Orchester
- Philosophie, Politik
- Sport
- DreamTeam, Jung und weise

## Aufenthaltsorte

### Mediothek
Die Mediothek ist ein Recherchezentrum mit rund 29.000 physischen Medien, darunter Bücher, DVDs, Hörbücher, CDs und Zeitschriften. Zusätzlich bietet sie Zugang zu rund 8.600 eMedien und zu Datenbanken via Digithek. Sie bietet Arbeitsplätze sowie drei ruhige Arbeitsräume mit Beamer.
Die Mediothek führt Kurse zur Verbesserung der Informationskompetenz durch. Sie ist Mitglied in der Arbeitsgemeinschaft Deutschschweizer Mittelschulbibliotheken. Aus dem Nachlass des Bezirksarztes Ernst Kappeler (1900–1969) erhielt die Mediothek 1999 eine Bibliothek mit Klassikern der Weltliteratur und eine Sammlung von Autographen von Hermann Hesse.

### Hallerturnhalle (Aquarium), Fitness- und Tanzraum
Die Turnhalle im Hallerdesign ist ein grosser Quader mit Glasfront auf zwei Seiten. Aufgrund dieses architektonischen Merkmals wird diese Turnhalle auch gerne Aquarium genannt. Während den Unterrichtsstunden wird normaler Sportunterricht in dieser Halle durchgeführt, ausserhalb des Unterrichts wird diese von vielen Vereinen gemietet. Die Schule hat bei der Sanierung im Untergeschoss einen grösseren Fitnessraum mit neuen Trainingsgeräten eingerichtet. Hier können die Schüler gegen eine Gebühr trainieren. Der Fitnessraum wird auch für den Sportunterricht genutzt. Im Obergeschoss liegt der mit einer grossen Spiegelwand versehene Tanzraum.

### Mensa und Foyer
Die Mensa an der Kantonsschule Baden wird seit 2022 von der SV Group (Schweiz) betrieben. Um eine gesunde und abwechslungsreiche Ernährung anzubieten, arbeitet sie eng mit der Schweizerischen Gesellschaft für Ernährung zusammen, etwa bei der Menüentwicklung wie auch bei der monatlichen Überprüfung der Menüpläne. Seit den siebziger Jahren existiert an der Kanti Baden das sogenannte Kanti Foyer. Im Haus an der Schönaustrasse 21 stehen den Kantonsschülern verschiedene Räume, inklusive Küche und Grill, zur Verfügung.

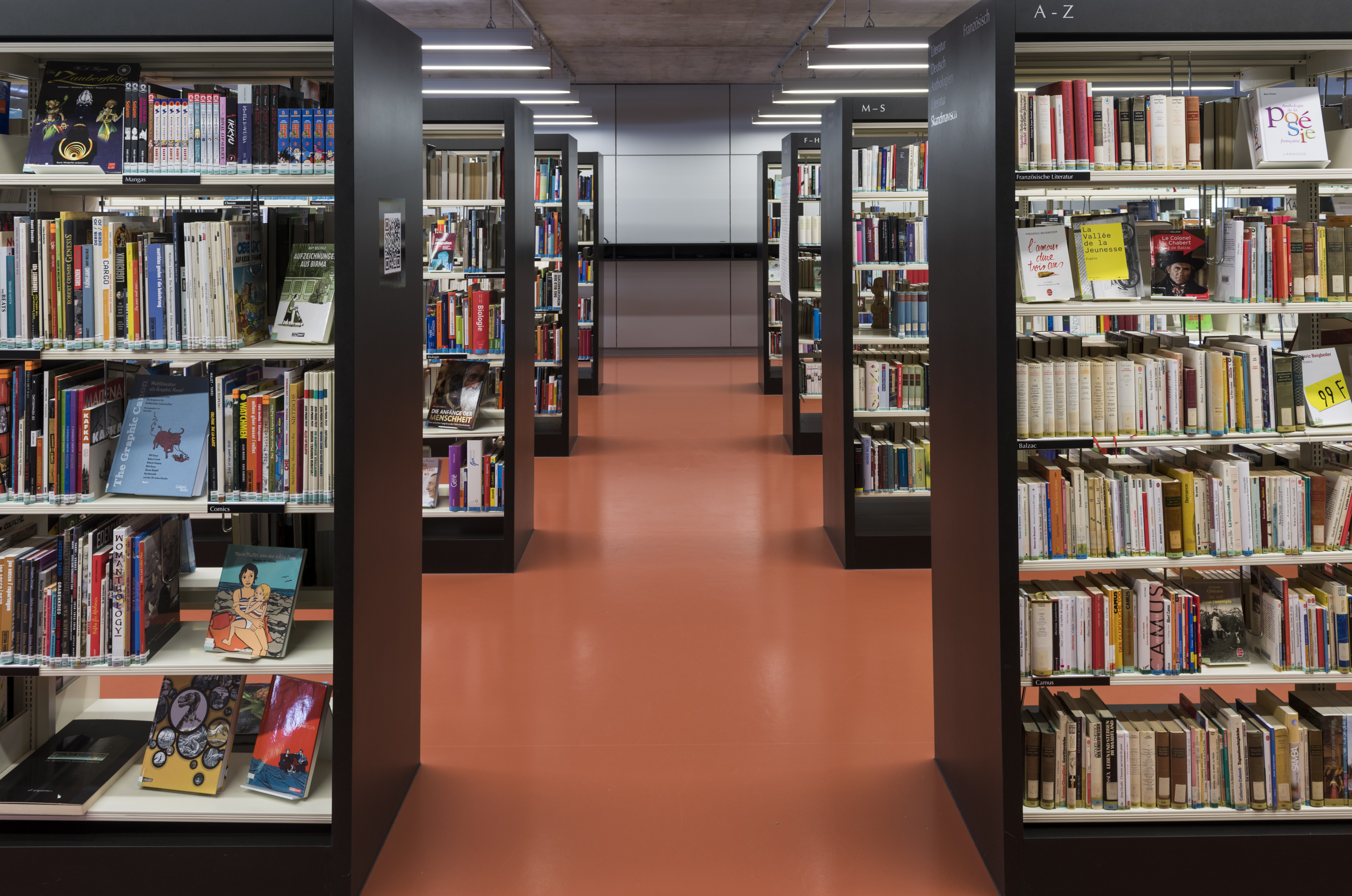
Mediothek
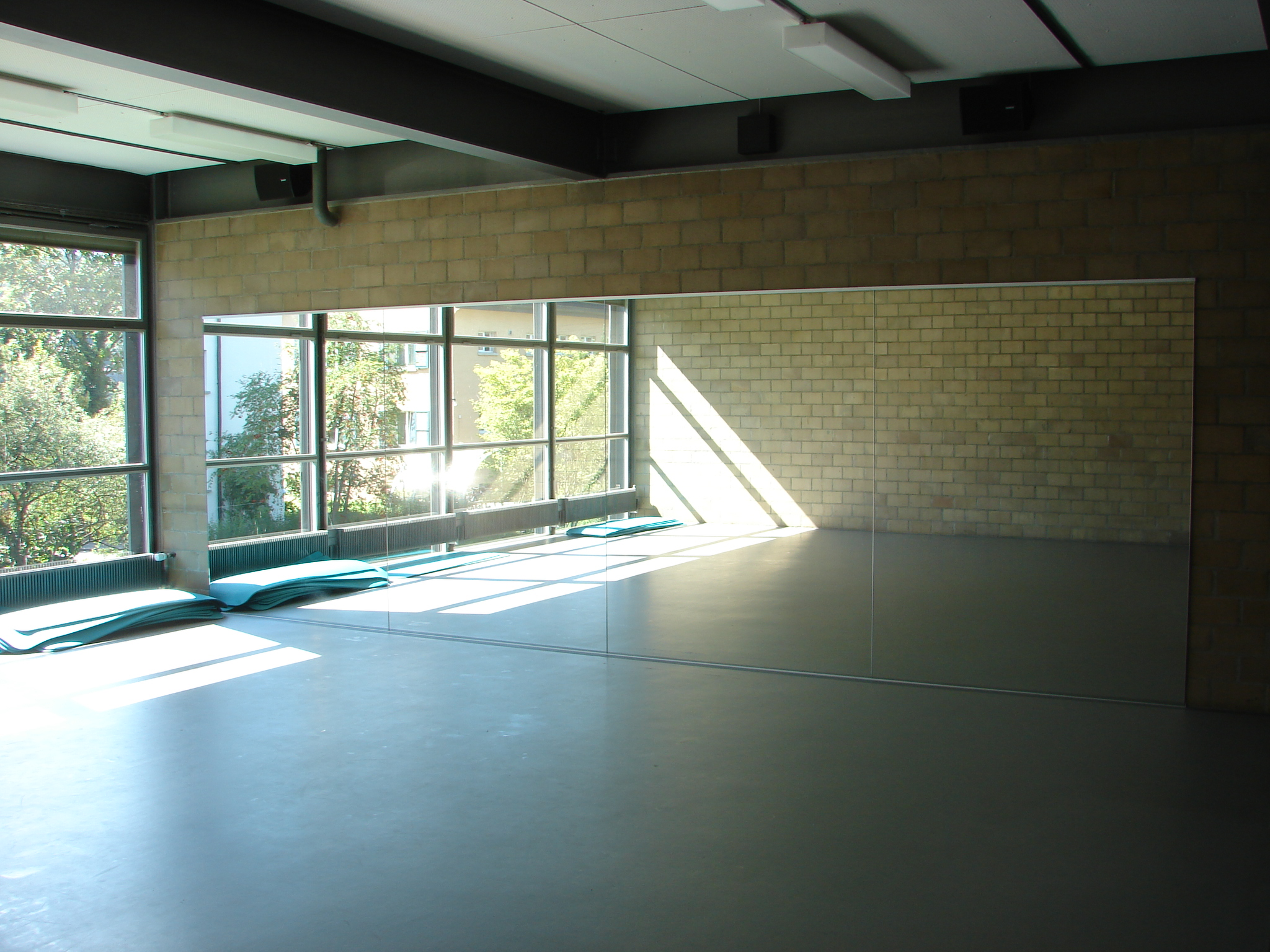
Tanzraum
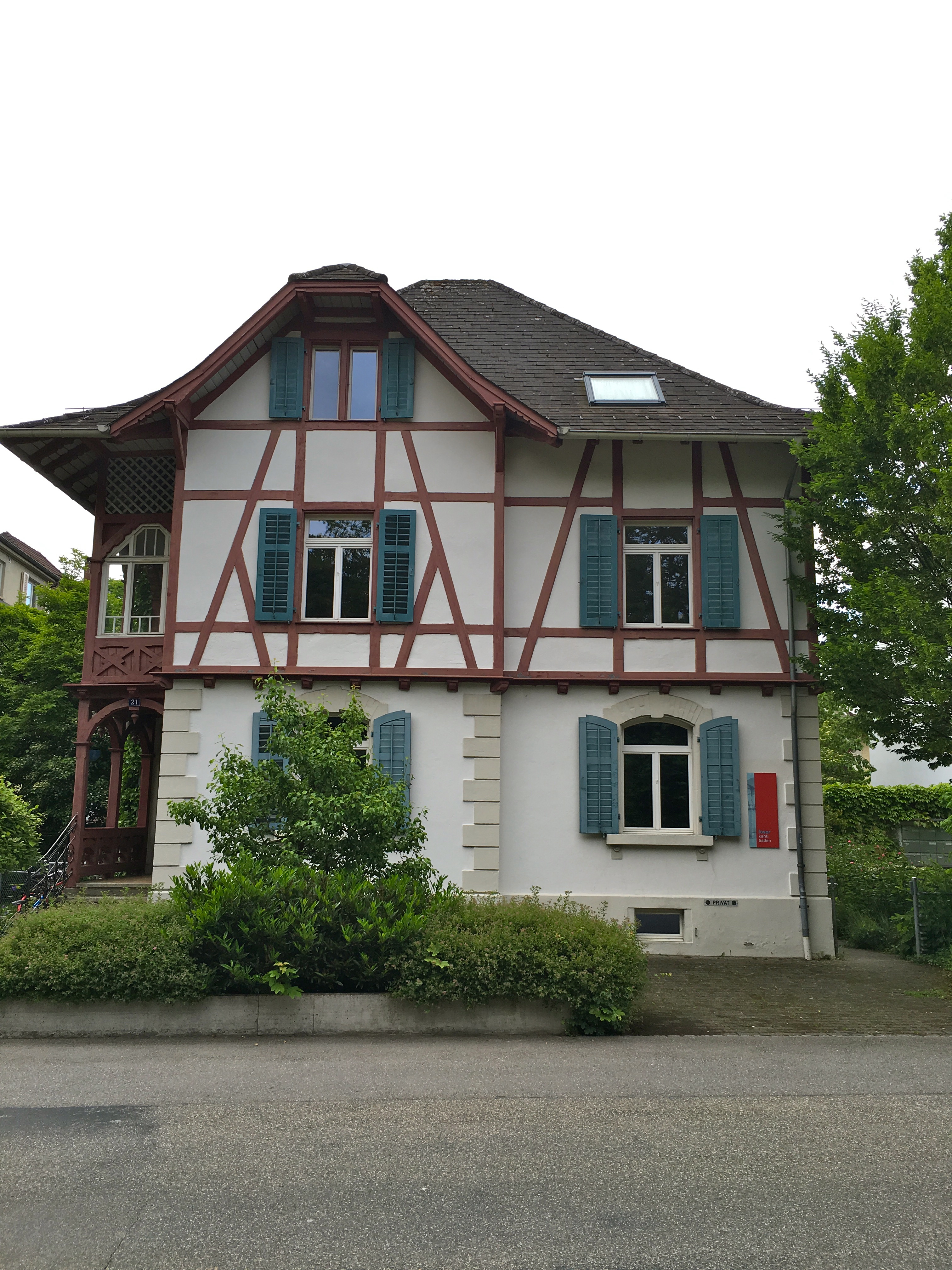
Foyer
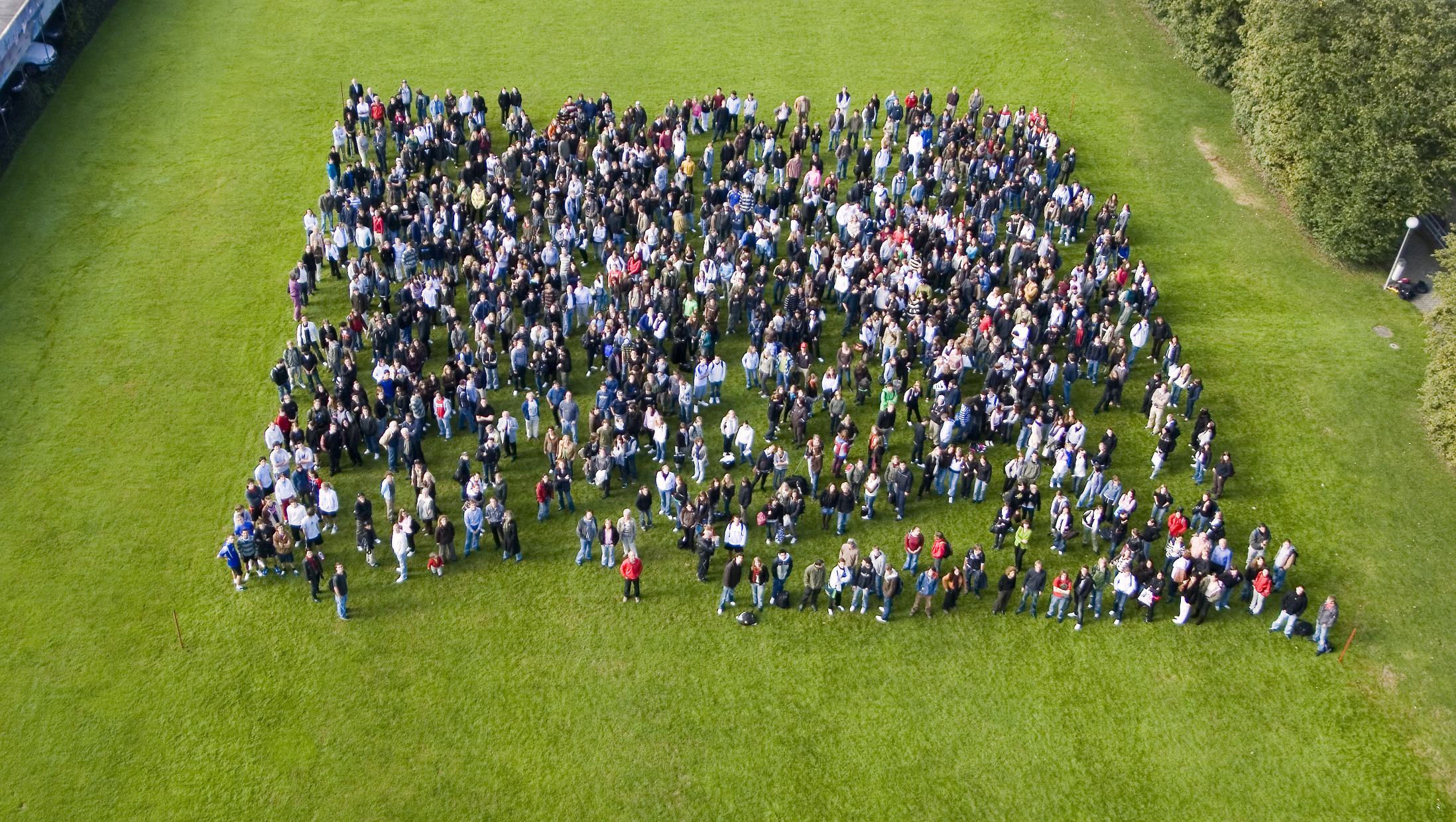
Alle Schüler und Lehrpersonen 2007

## Besondere Anlässe
Vor den Frühlingsferien findet an der Kanti eine öffentliche Theateraufführung oder ein Musical statt. Lehrpersonen mit langjähriger Theatererfahrung zeichnen dabei verantwortlich für Regie und Bühnenbild, Kostüme und Licht und Musik. Die Tonschiene bietet jeden Monat abwechslungsreiche Konzerte und einen guten Einblick in das vielfältige musikalische Repertoire der Schülerinnen und Schüler. Ein beliebter Anlass ist auch der jährliche Kantiball. An der Kantonsschule Baden fanden 2010 die ersten Schweizermeisterschaften im Fussball der Berufs- und Mittelschulen statt. Auch 2011 organisierten einige Lehrkräfte der Fachschaft Sport dieses Turnier, jedoch nur noch mit Mittelschulmannschaften. Seither wird der Anlass jährlich durchgeführt.

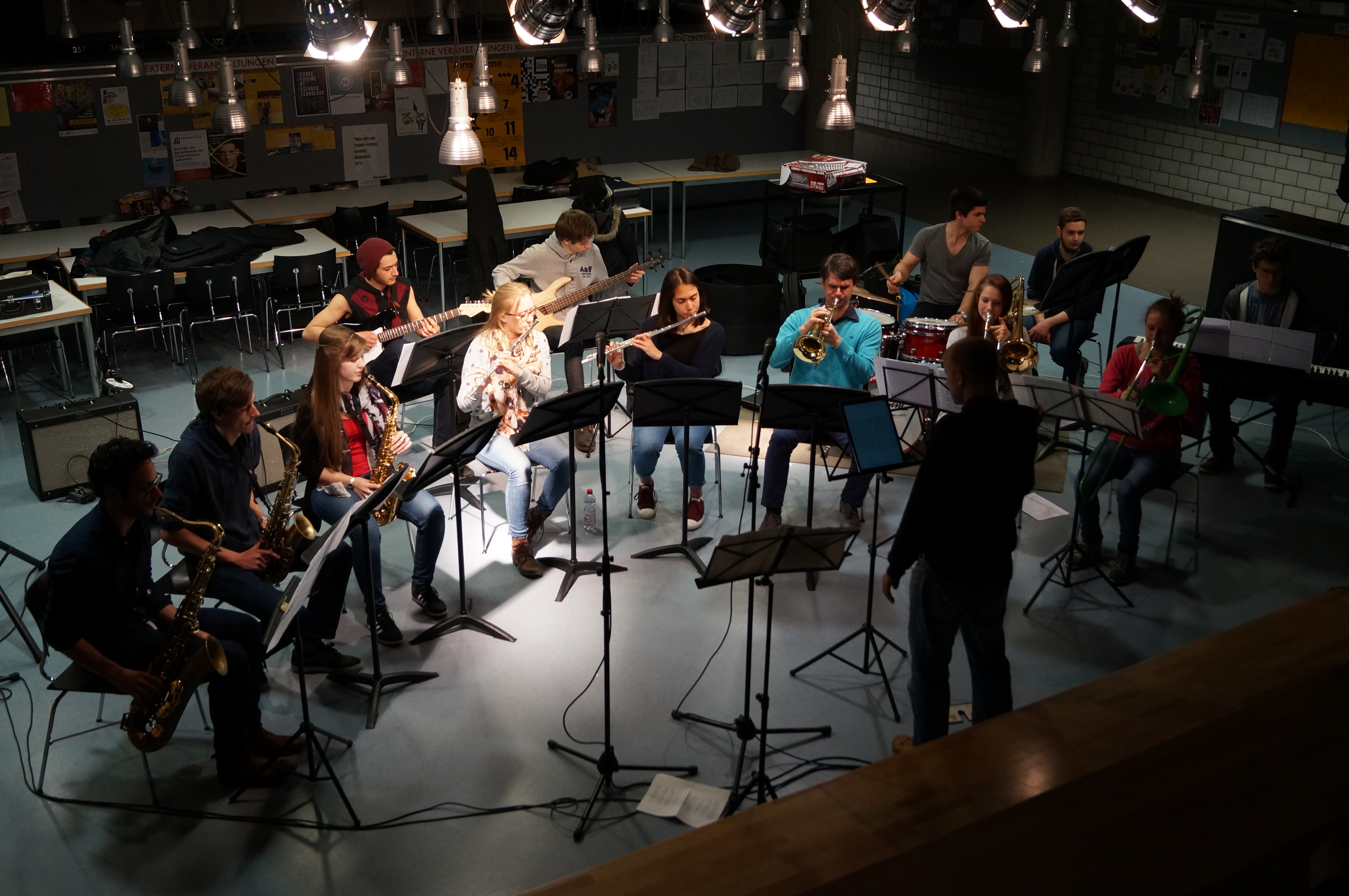
Tonschiene Theateraufführung
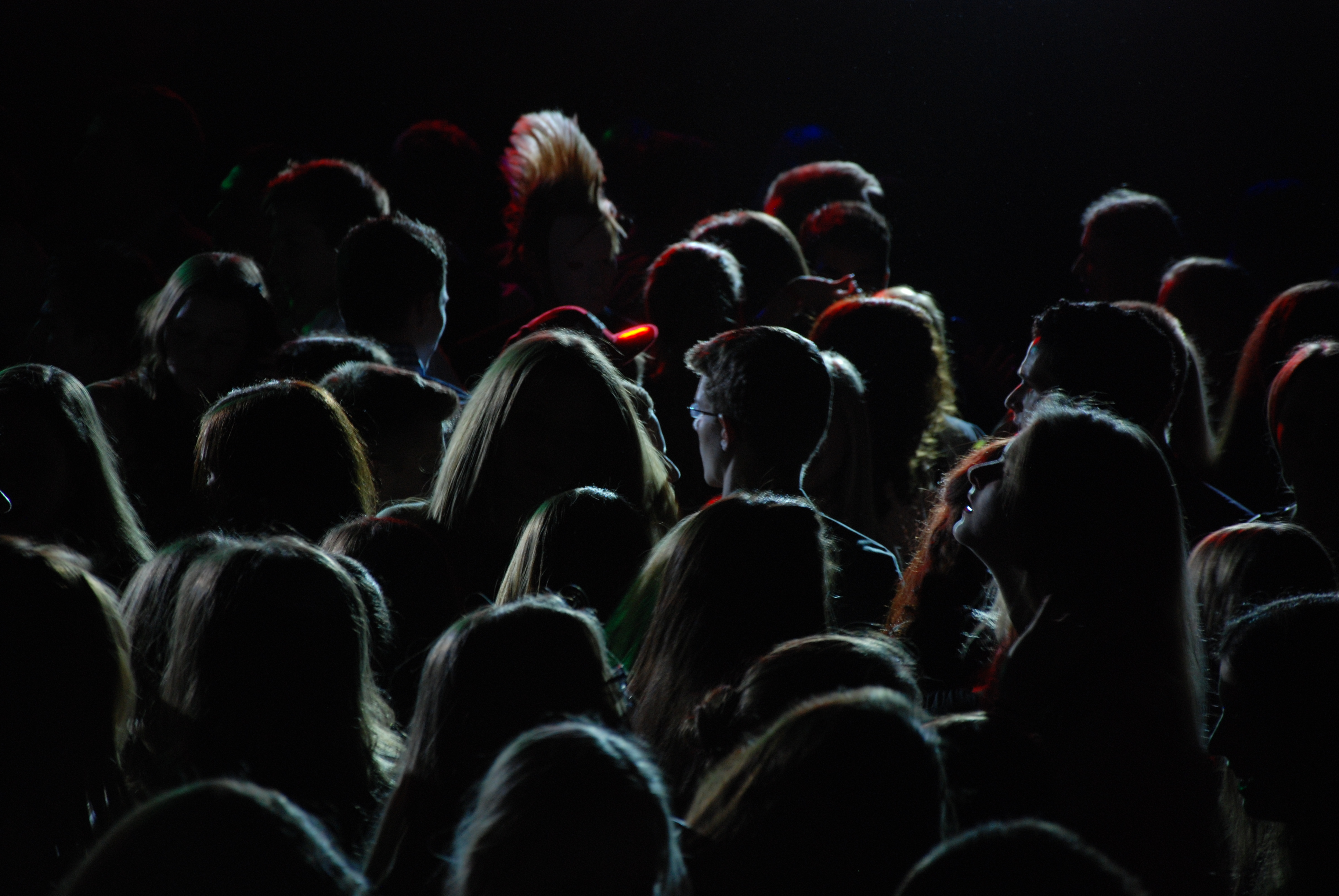
Kantiball
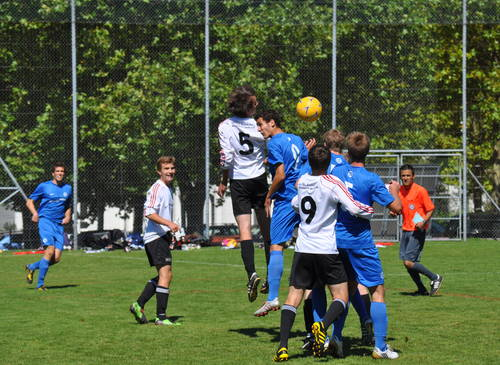
Fussball-Schweizermeisterschaft der Mittelschulen

## Personen

### Rektoren
- Fritz Schaufelberger (1961–1977)[19]
- Guido Bächli (1977–1989)
- Edgar Knecht (1989–2001)
- Hans Rudolf Stauffacher (2001–2016)
- Daniel Franz (seit 2016)

### Prominente Ehemalige
(sortiert nach Maturjahr)
- Luzi Stamm (Matur 1972), ehem. Nationalrat
- Dominique Rub (Matura 1972, † 2013), ehem. «Tagesschau»-Sprecherin[20]
- Markus Aebi (Matur 1974), Mikrobiologe, Professor ETH Zürich
- Reto Francioni (Matur 1975), Verwaltungsratspräsident der Swiss International Airlines, Professor Universität Basel
- Marc Kissóczy (Matur 1980), Chefdirigent Camerata Zürich
- Philip Ursprung (Matur 1983), Professor Universität Zürich[21]
- Reto Nause (Matur 1991), ehem. Generalsekretär CVP Schweiz, ehem. Gemeinderat der Stadt Bern
- Adrian Stern (Matur 1995), Sänger und Songschreiber
- Simon Libsig (Matur 1997), Schriftsteller und Spoken Word Künstler
- Kerstin Vokinger (Matur 2007), Professorin Universität Zürich und ETH Zürich
- Scott Bärlocher (Matur 2017), ehem. Olympia-Ruderer
- Freschta Akbarzada (Matur 2017), Popsängerin

## Technik
Die Gebäude sind mit einem modernen Glasfasernetz verbunden, über welche sowohl das Informatiknetz und die Gebäudesteuerung verläuft. Seit dem Umbau verfügt die Schule über einen klimatisierten, USV-geschützten Serverraum. Die Aufstockung des NAWI Traktes erlaubte zudem die Installation von acht modernen Kapellen, dank denen in der Chemie anspruchsvolle chemische Synthesen durchgeführt werden können.
Auf dem Dach des Gebäudes 6 konnte am 20. November 2010 eine Photovoltaikanlage eingeweiht werden. Die 301 Solarpaneele mit 490 Quadratmeter Fläche haben eine Leistung von 69KWp.

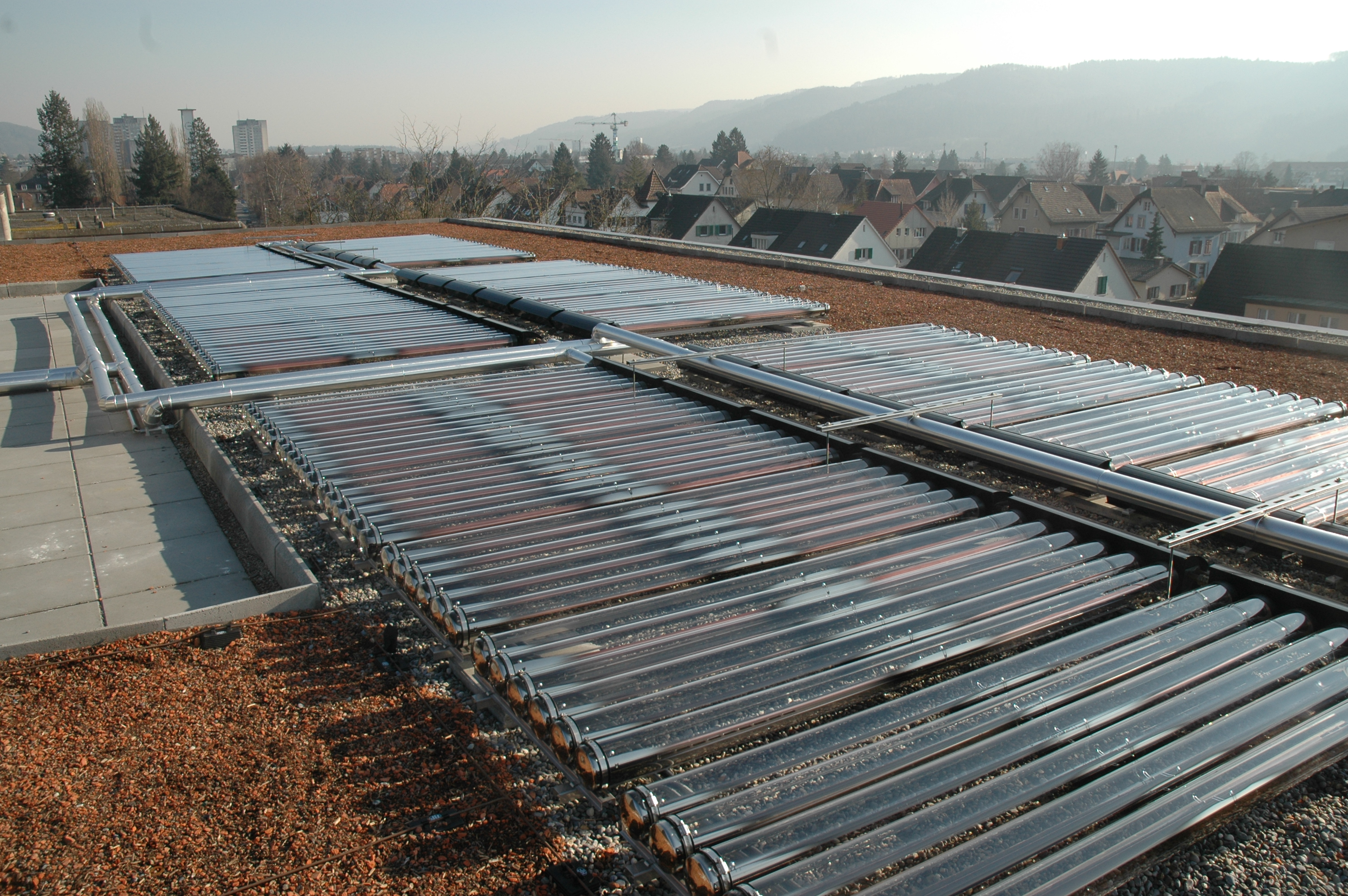
Warmwasser-Aufbereitung
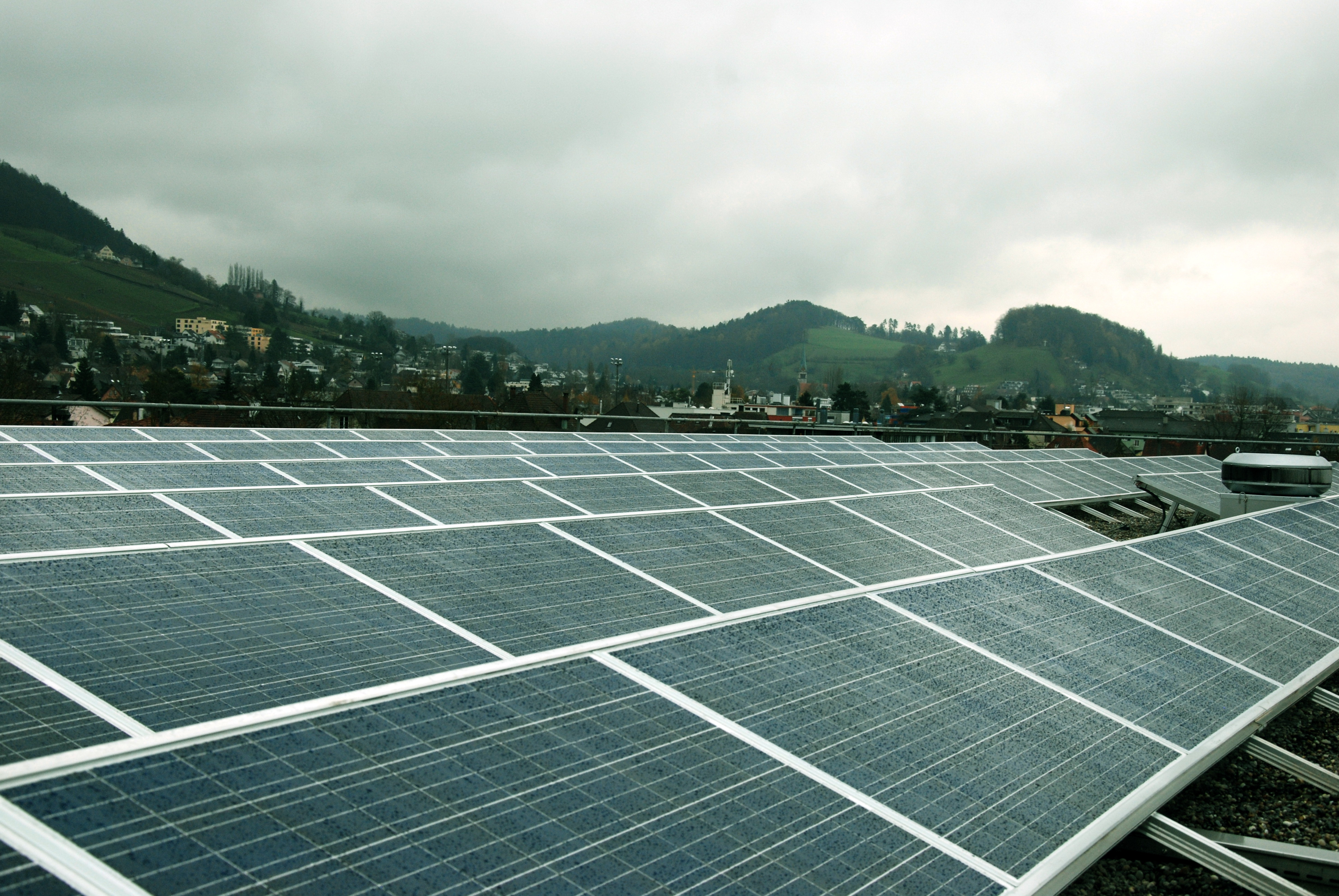
Solarstromanlage
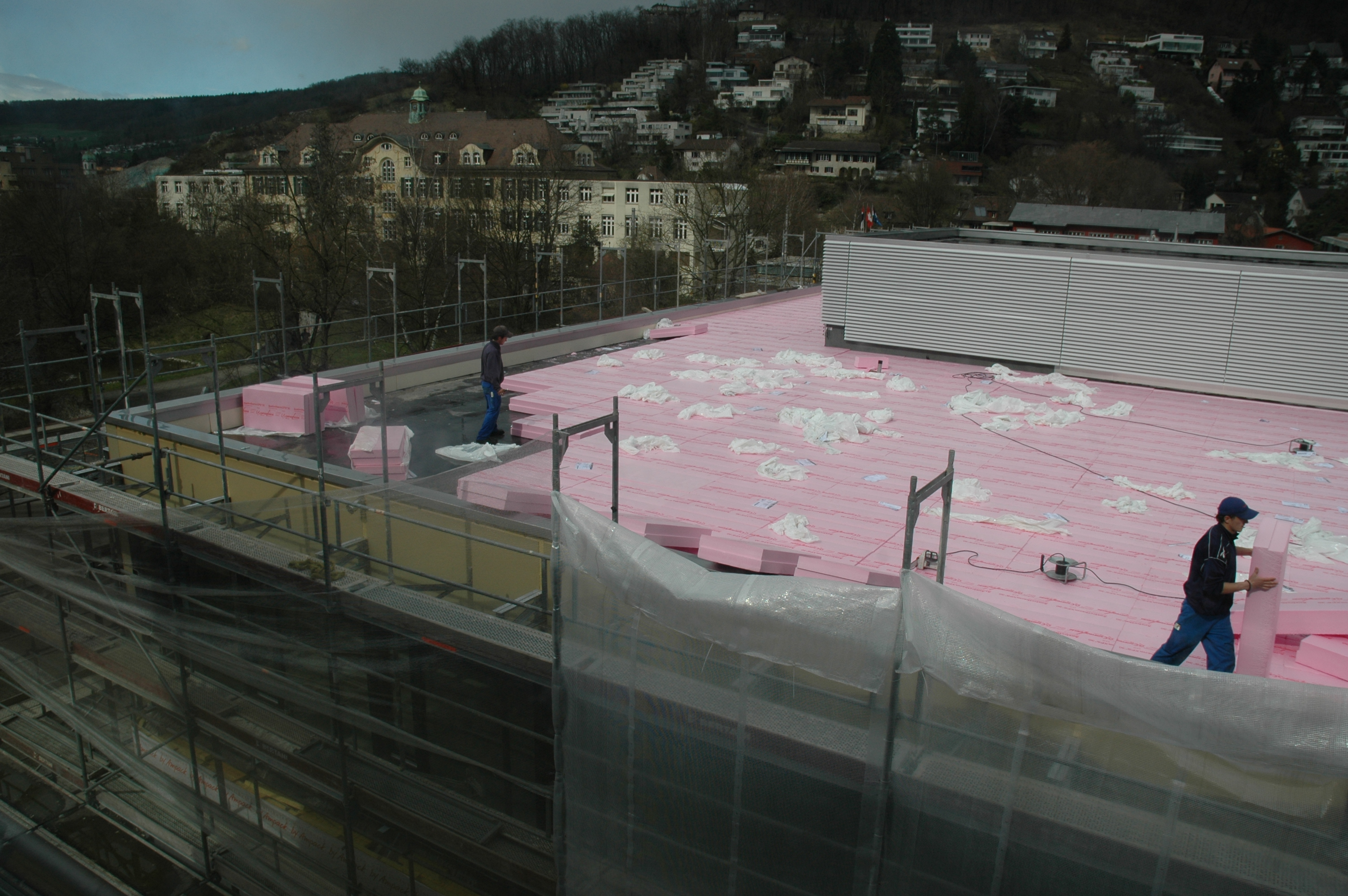
Dickere Dachisolation
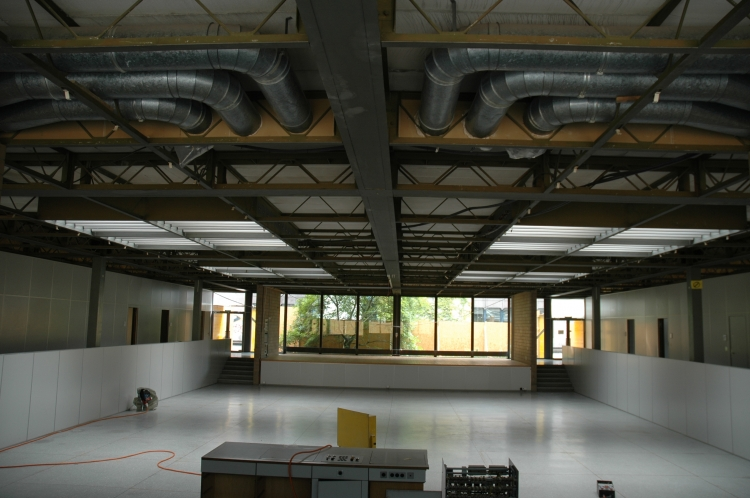
Neue Belüftung an der Decke

## Kunst an der Kanti Baden
Jugendliche (1969): Die Bronzegruppe mit dem Titel «Jugendliche» auf dem steinernen Platz vor dem Hauptgebäude stammt von Franz Fischer aus Zürich. Sie wurde 1969 geschaffen mit der Absicht, für den Ort etwas Bewegtes, Dynamisches zu gestalten, das einen Kontrapunkt zur strengen Architektur setzt. Fischer schrieb: «Das Vorausstrebende, sich Bewegende soll in den rhythmisierten Formen der Bronzegruppe das Symbol der Jugend zum Ausdruck bringen und damit die künstlerische Ergänzung zu dem in sich ruhenden und geschlossenen Baukörper.» Die Plastik von Franz Fischer war ein Geschenk an den Kanton Aargau vom «Aktionskomitee für eine Kantonsschule Baden».
Sprüche (1979): Im Innenraum der Erweiterungsbauten setzten verschiedene Kunstschaffende (u. a. Laura Weidacher, Hans Anliker, Rudolf Mumprecht, Peter Erni) von der Schülerschaft ausgewählte Sätze und Sprüche gestalterisch um. Ein Beispiel dafür ist „Exit“: Ein verzinkter Stahlrahmen, der wie eine Tür wirkt, trägt die Aufschrift „Exit“. Vor ihm ist ein festgeschraubter Betonhammer positioniert, und rechts an der Wand befindet sich der Dada-Spruch eines Schülers (Felix Thomen).
Der Dada-Spruch lautet:
.

Perspektiva Elmex Ultra

Bubble Gum Rum Punsch-o-Fix

Helter Skelter Alabama

Knorro Pan Alpha Batrix.
Exacte Landschaft (1979/1981): Im Rahmen eines kantonalen Wettbewerbs erschuf ein Künstlerteam 1981 die «Exacte Landschaft», ein 24 × 16 Meter grosses Kunstwerk aus Keramik und Beton. Um ein Provisorium mit zusätzlichen Schulzimmern errichten zu können, wurde die «Exacte Landschaft» 2012 abgerissen.
Wandmalerei mit Glühbirne (2005–2006): Im Zuge der Aufstockung des Gebäudes für die Naturwissenschaften wurde ein weiteres Kunst-am-Bau-Projekt realisiert. «Vor einem Geistesblitz herrscht Dunkelheit im Hirn (ein Portrait)» von Julia & Claudia Müller zeigt das Maturazeugnis von Albert Einstein stark vergrössert. Davor hängt eine überdimensionierte Glühbirne, die unregelmässig wie ein Geistesblitz aufleuchtet.
Die Kantonsschule Baden besitzt zudem eine Druckgrafiksammlung. Erste Werke hatte Fritz Schaufelberger im Zusammenhang mit der Gründung der Schule angekauft. Im Rahmen der Erweiterungsbauten 1979 und der Sanierungen der Schule 2005–2007 wurde die Sammlung mit Neuankäufen ergänzt. Zum Beispiel «Schwarze Sonnen», 2011, Lithographie 2-farbig, von Roman Signer. «Die Sorgfalt, mit der wir (die Kanti Baden) Kunst pflegen und präsentieren spiegelt sich auch im Respekt der Schülerinnen und Schüler gegenüber den Werken. Es gibt kaum nennenswerte Schadensfälle, obwohl über 100 Werke an der Schule hängen.»

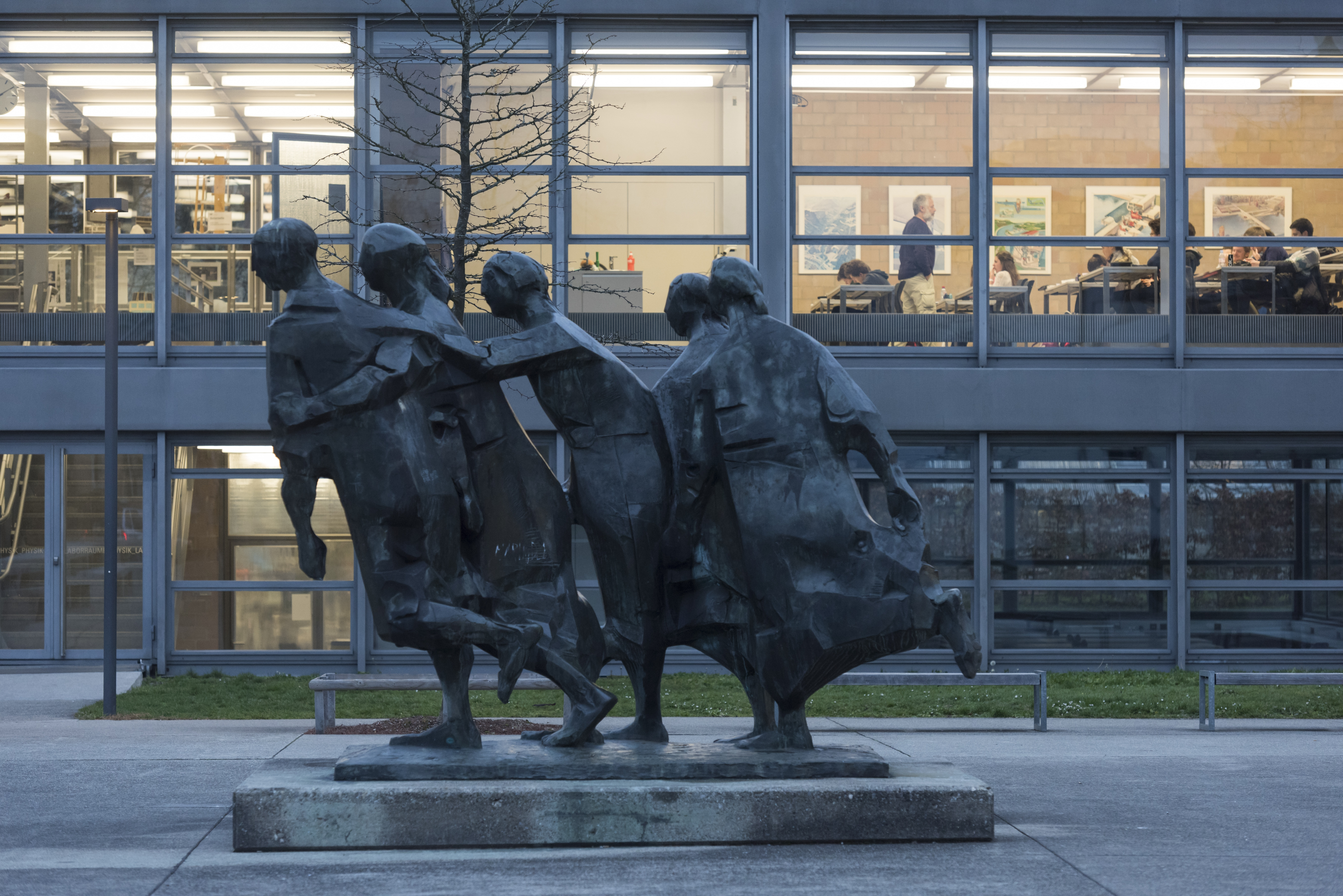
1969: Skulptur Jugendliche
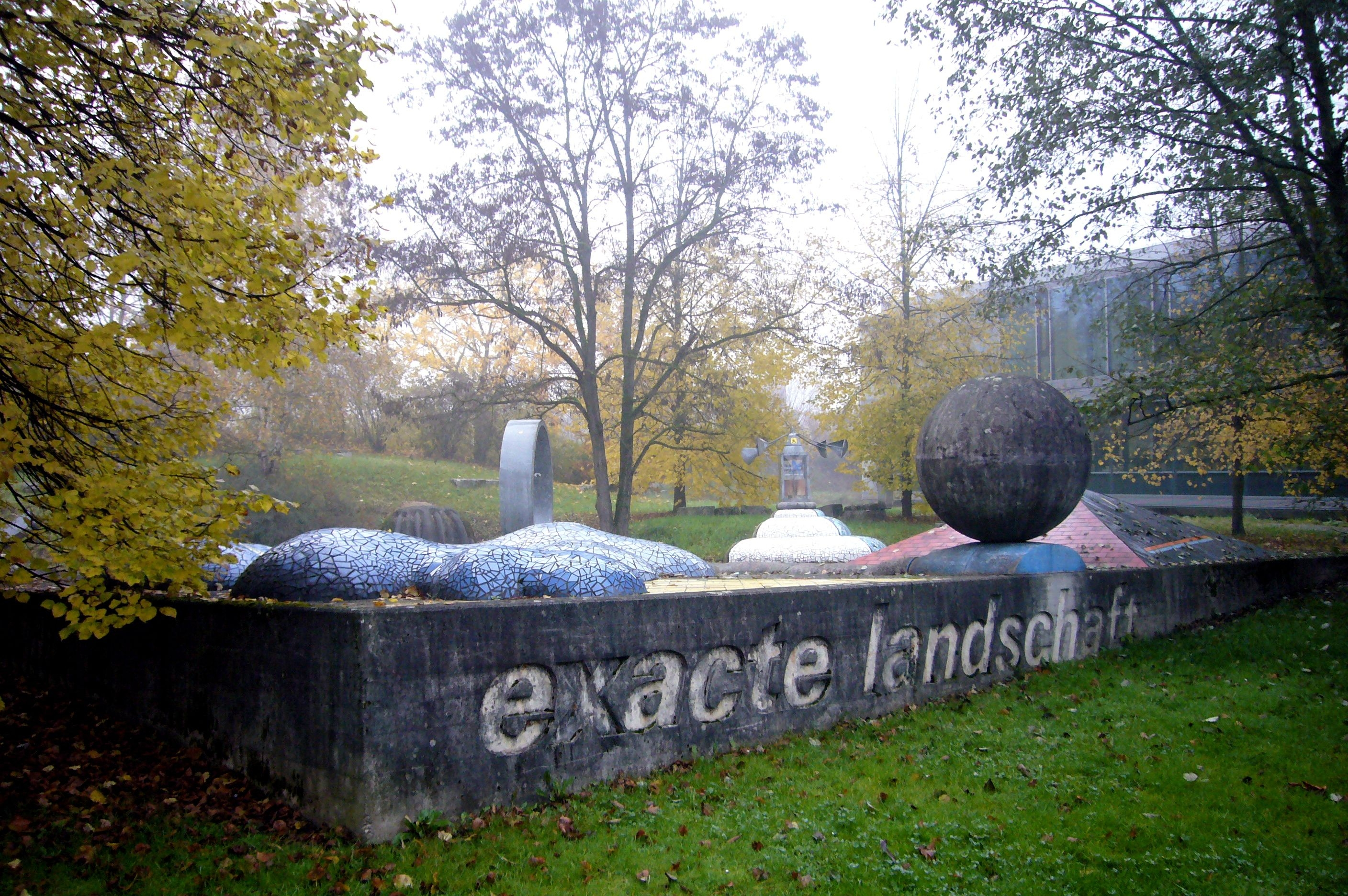
1981–2012: Exacte Landschaft
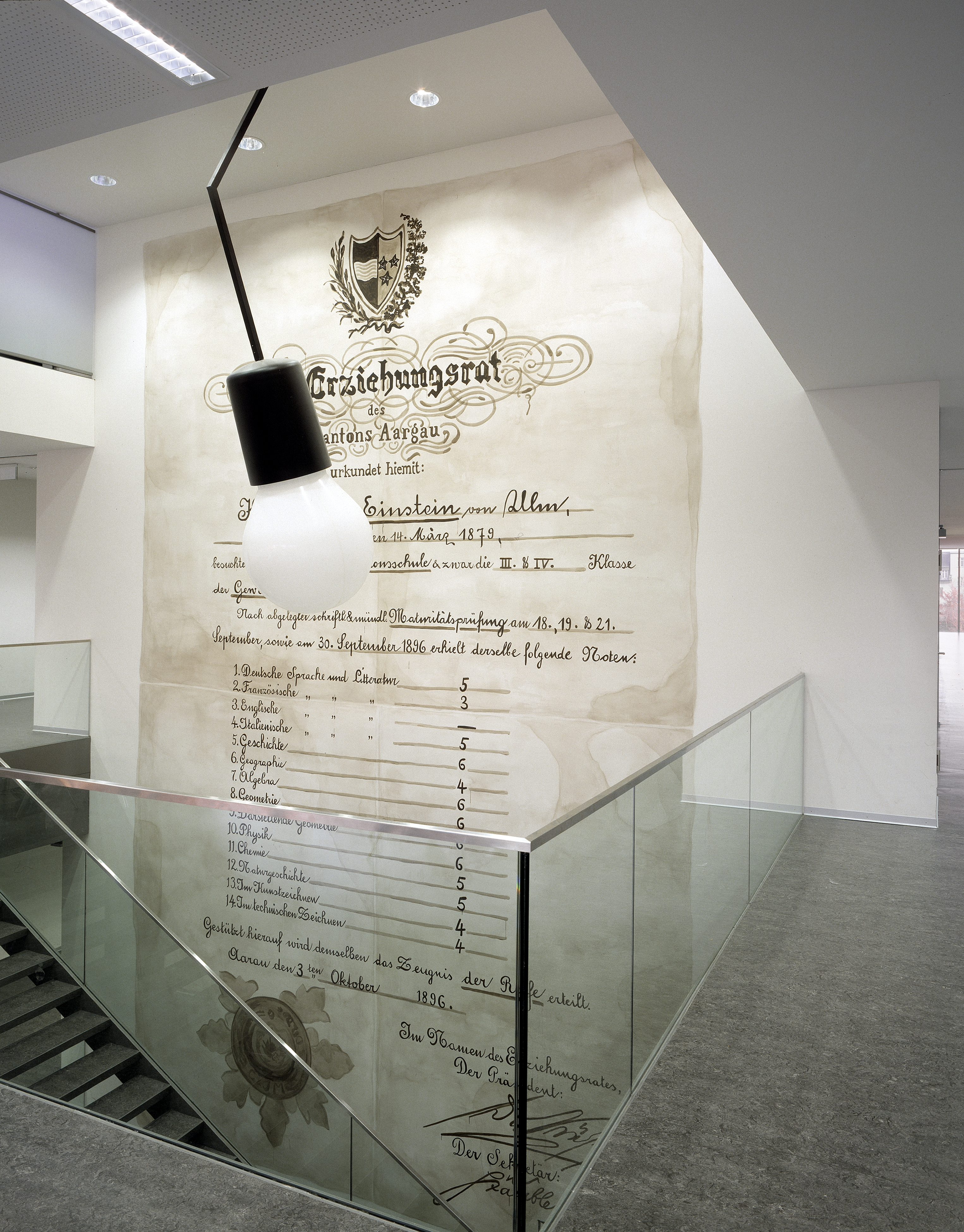
2005: Vor einem Geistesblitz herrscht Dunkelheit im Hirn

## Geschichte und Architektur
Höhepunkte und Grossprojekte in der Geschichte der Kanti Baden waren das Jubiläumsjahr zum 50-jährigen Bestehen der Schule 2011 sowie die Gebäudesanierung und Aufstockung des Schulraums in den Jahren 2005 bis 2007. Die bedeutendsten Veränderungen spiegeln sich in der Architekturgeschichte.

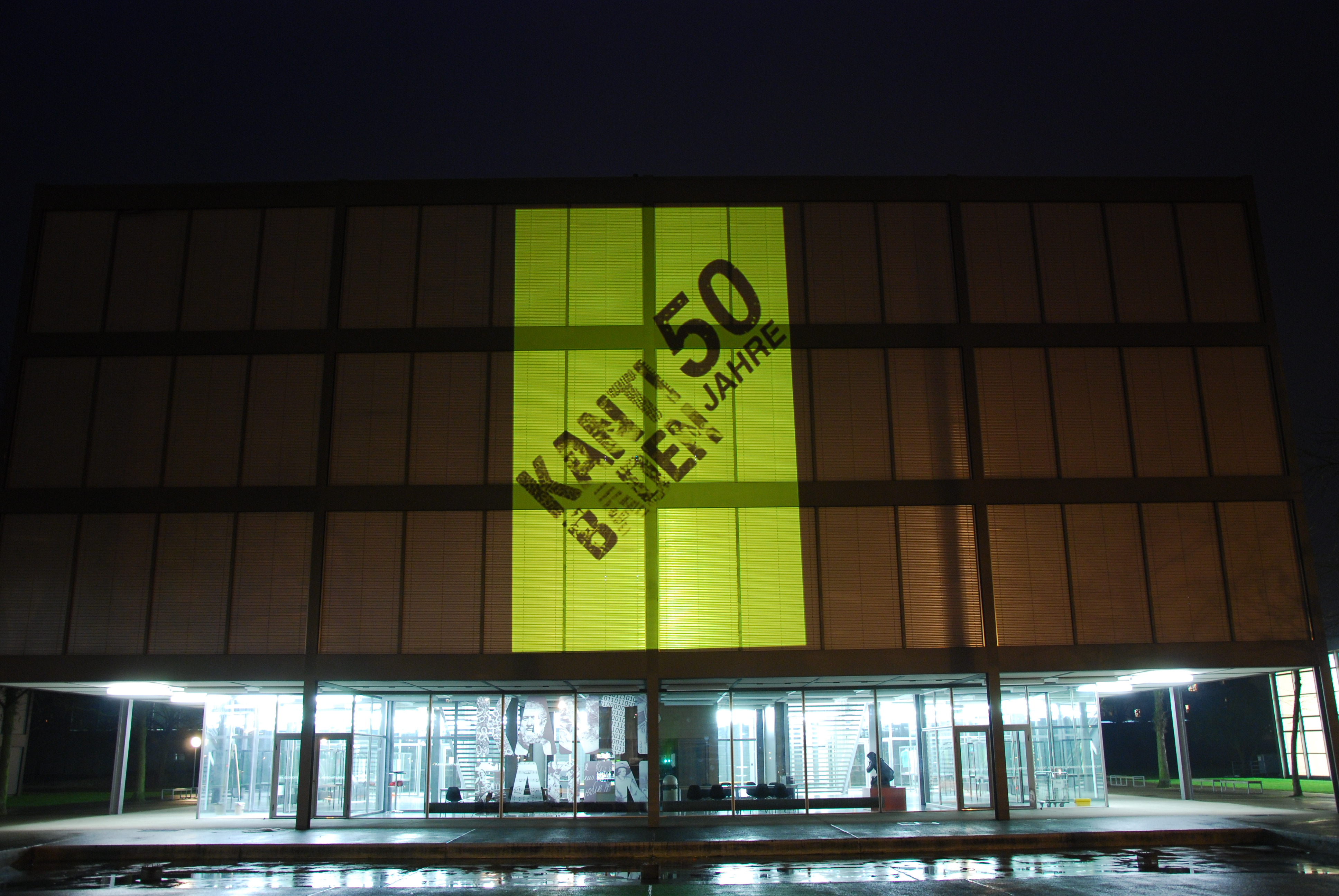
50-Jahr-Jubiläum 2011

### Gründung (1961)
Die Kantonsschule Baden wurde am 1. Mai 1961 gegründet. Für dieses Werk hatten sich zahlreiche Personen über Generationen hinweg eingesetzt. Zu erwähnen ist die Arbeit des Aktionskomitees und des Grossen Rates. Ersteres stellte finanzielle Mittel zur Verwirklichung des Projektes zur Verfügung. Durch letzteren wurde die öffentliche Forderung zu einer staatlichen Aufgabe. Sechs Monate nach ihrer Gründung konnte die Kantonsschule Baden an einem provisorischen Standort eröffnet werden. Die Kantonsschule war zu Beginn im Gebäude des Klösterli in der heutigen Stadtbibliothek Baden an der Mellingerstrasse 19 untergebracht. Dort standen fünf Unterrichtszimmer und die nötigen Nebenräume – Rektorat, Sekretariat, Lehrerzimmer und Arbeitsraum für die Schüler – zur Verfügung. Biologie- und Turnunterricht fanden im Tanneggschulhaus und der Musikunterricht in der Bezirksschule statt. Der Physik- und der Chemieunterricht konnte ein Jahr später in der Gewerbeschule Baden abgehalten werden. Falls bis zum Schuljahresbeginn 1963/64 die neuen Kantonsschulgebäude nicht bezugsbereit gewesen wären, hätte der Unterricht aufgrund der steigenden Anzahl Schüler unter Platzmangel gelitten.

### Haller-Bauten (1964)
Die ersten fünf Gebäude, die nach einem Wettbewerb von Alfons Barth, Hans Zaugg und Fritz Haller entworfen und konstruiert wurden, orientierten sich an der Architektur der damaligen Zeit und wurden in das «Inventar für schützenswerte Bauten der Stadt Baden» aufgenommen. Vier Jahre nach Gründung der Schule wurden die Gebäude 1964 bezogen. Fritz Haller und sein Bruder legten über das gesamte Areal einen Raster von 2 × 2 Metern. Die ersten fünf Gebäude (Klassenzimmer, Turnhalle, Aula, Administration, aber auch Erschliessungs- und Aufenthaltsbereiche) folgten diesem Raster. Die Konstruktion der Gebäude ermöglichte es, sie aus Einzelteilen vorzufabrizieren. Dies setzte sich bis in die Details fort und konnte beliebig erweitert werden. Die Betrachter gewinnen dadurch den Eindruck, dass das Ganze aus Einzelteilen zusammengefügt sei. Die Gebäude zeichnen sich, dank den breiten Treppenaufgängen und den grosszügigen Aufenthaltsräumen, vor allem durch ihre Helligkeit und Räumlichkeit aus. Unten zu sehen sind die von Fritz Haller konstruierten Gebäude der Kantonsschule Baden. In Klammern steht die heute verwendete Nummerierung.

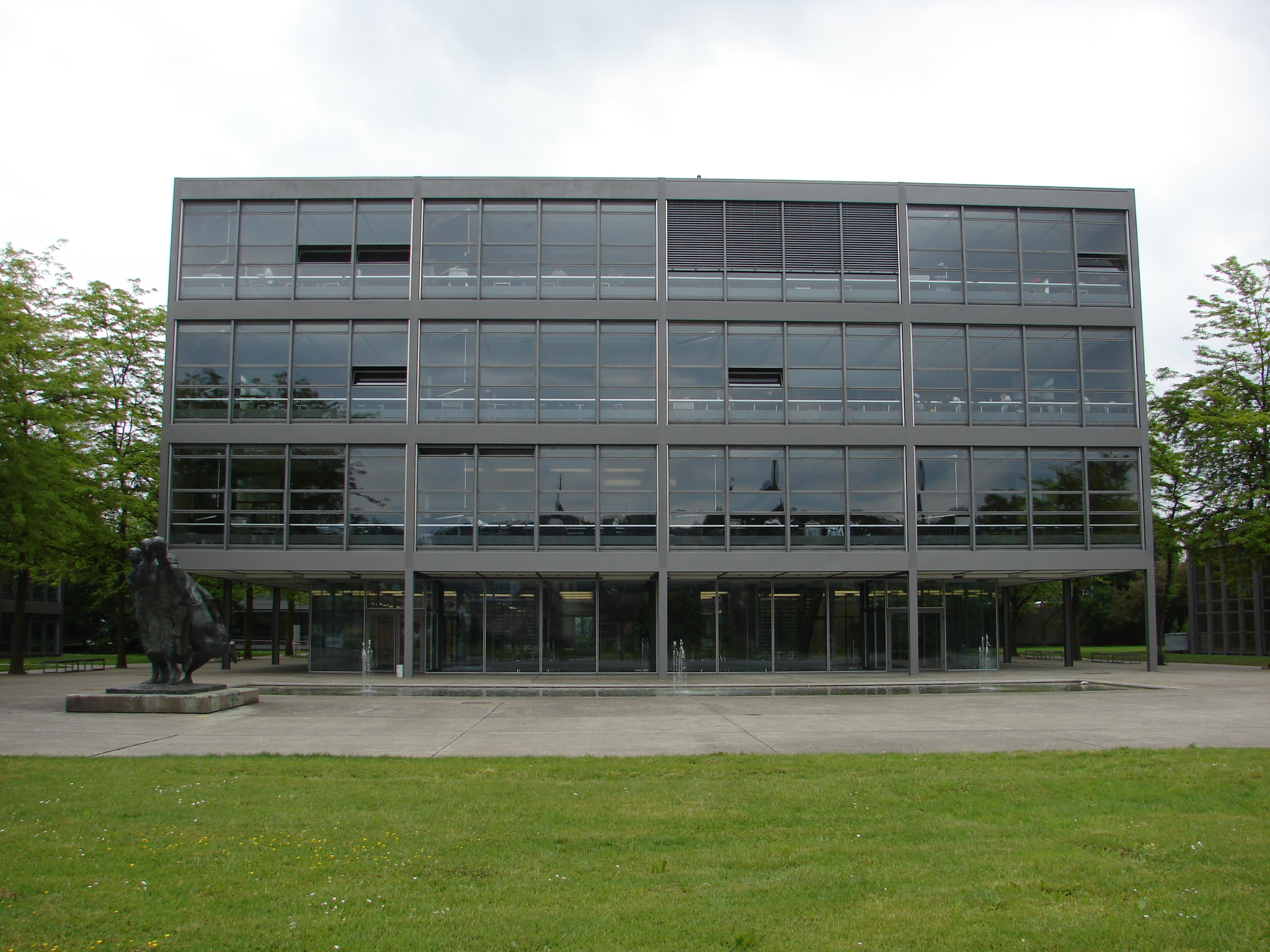
Hallerbau (1)
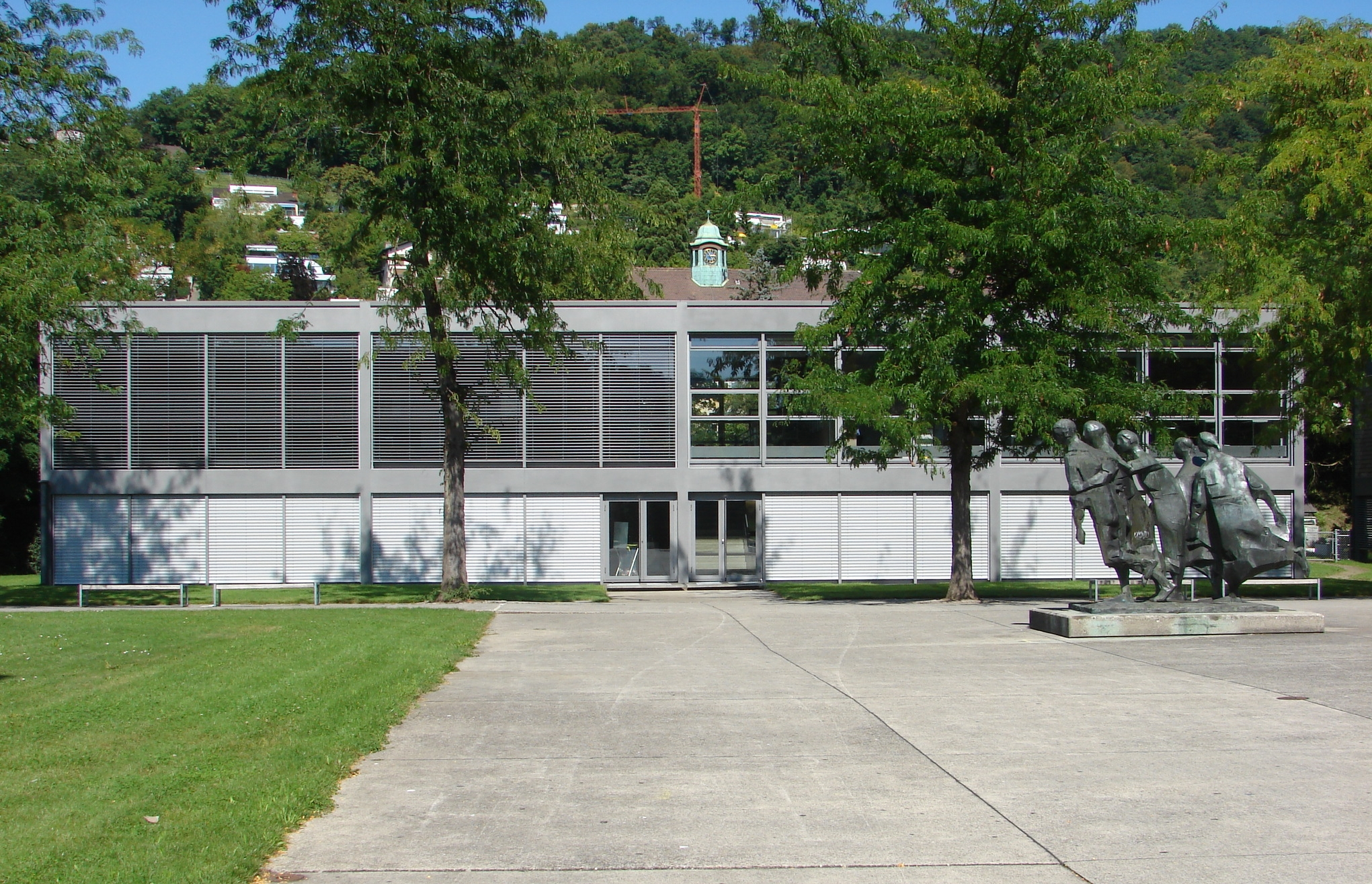
Physik-Gebäude (2)
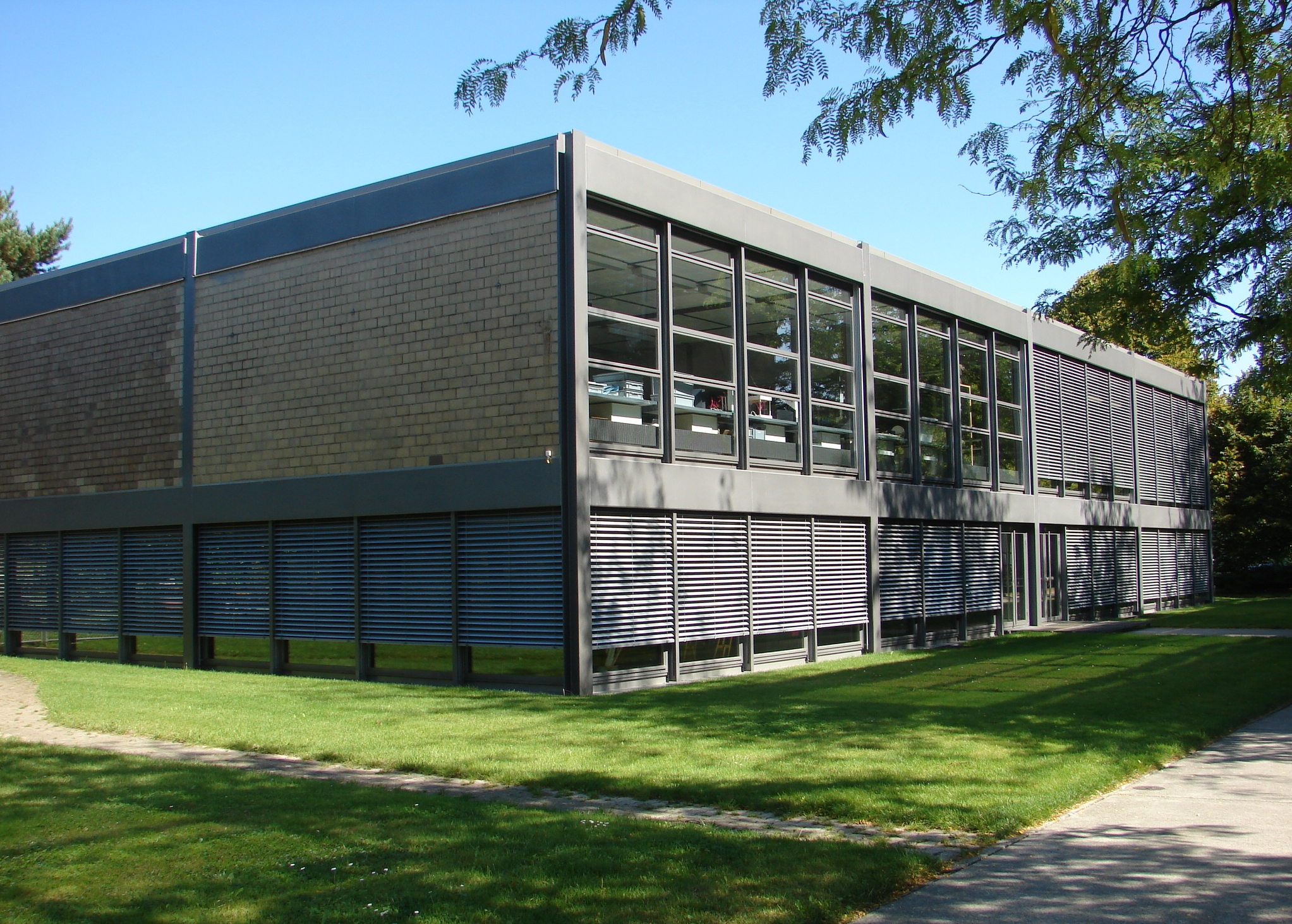
BIG-Gebäude (3)
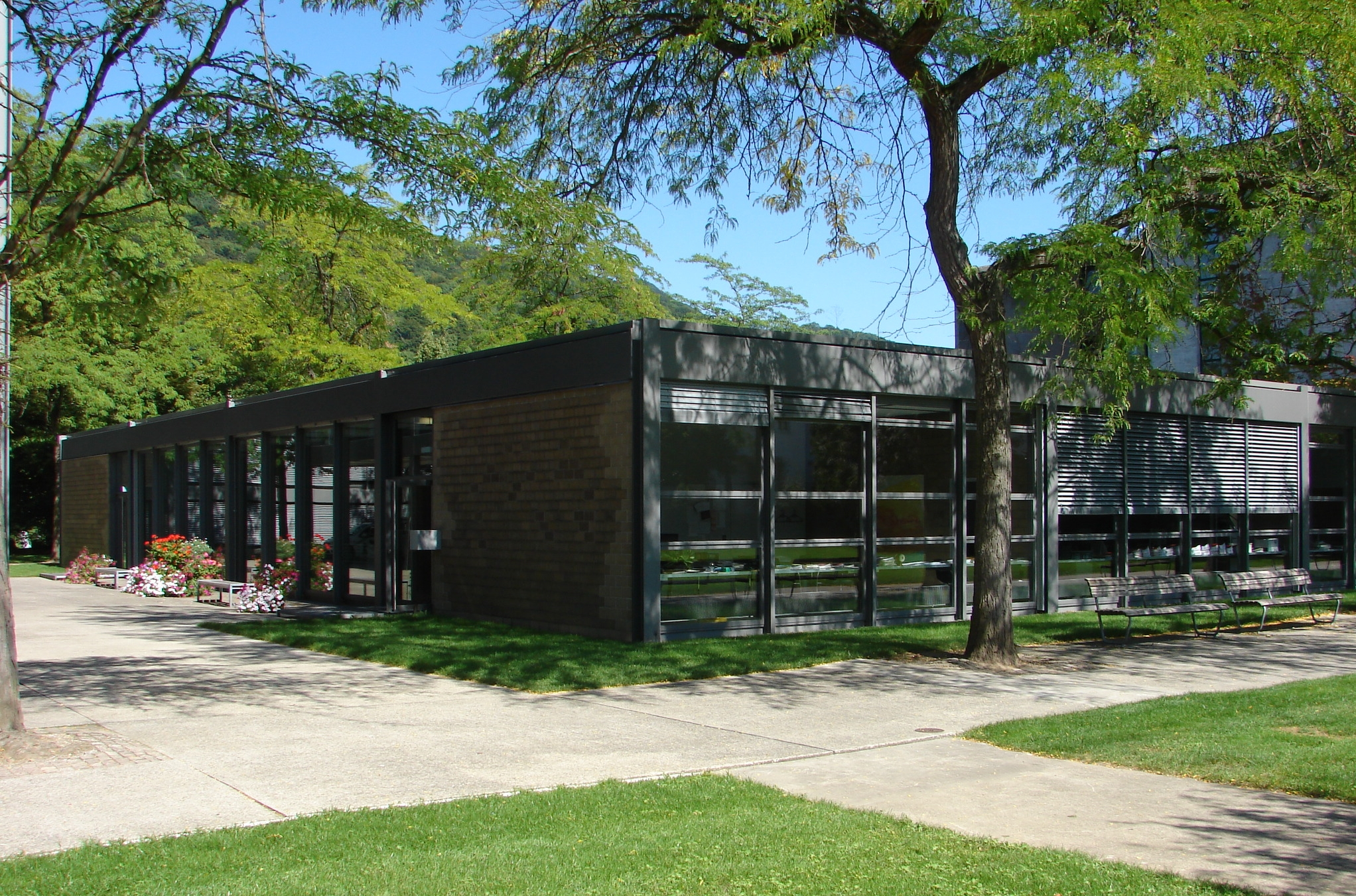
Aula und Sekretariat (4)
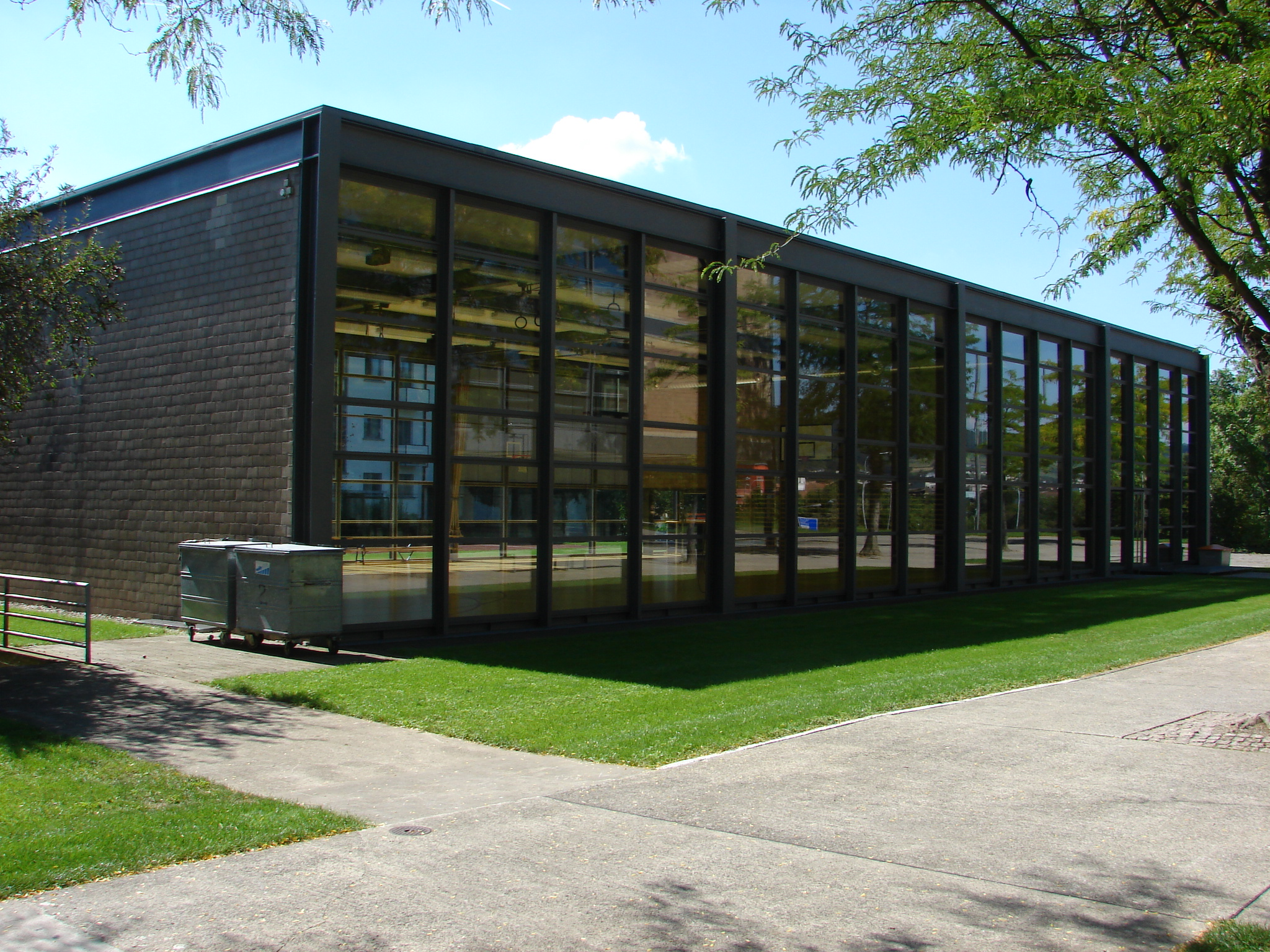
Turnhalle (Aquarium, 5)
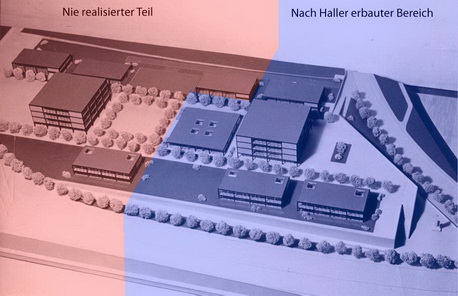
Model der KSBA nach Fritz Haller, 1960

### Erweiterung (1978)
1978 musste die Anlage bereits aufgrund der ansteigenden Schülerzahlen erweitert werden. Aus Gründen der Finanzen wurde diesmal ein neues Planungsteam eingesetzt, welches nicht auf die ausgereiften und architektonisch wertvollen Grundlagen Hallers zurückgriff. Es wurden drei weitere Bauten auf einem Raster von 2,50 Metern entwickelt, welche künftig im Kanton Aargau als Standardschulbauten dienten (zum Beispiel in Zofingen und Brugg). 1978 wurde die Dreifachturnhalle, der NAWI-Trakt (Gebäude 7) und der dreistöckige Klassentrakt fertiggestellt. Die Gebäude weisen teilweise sehr eklatante Mängel auf, wie die gänzlich vergessenen Toiletten in den oberen Stockwerken des Gebäudes 6 oder die im derselben Gebäude zu eng konstruierten Treppen.

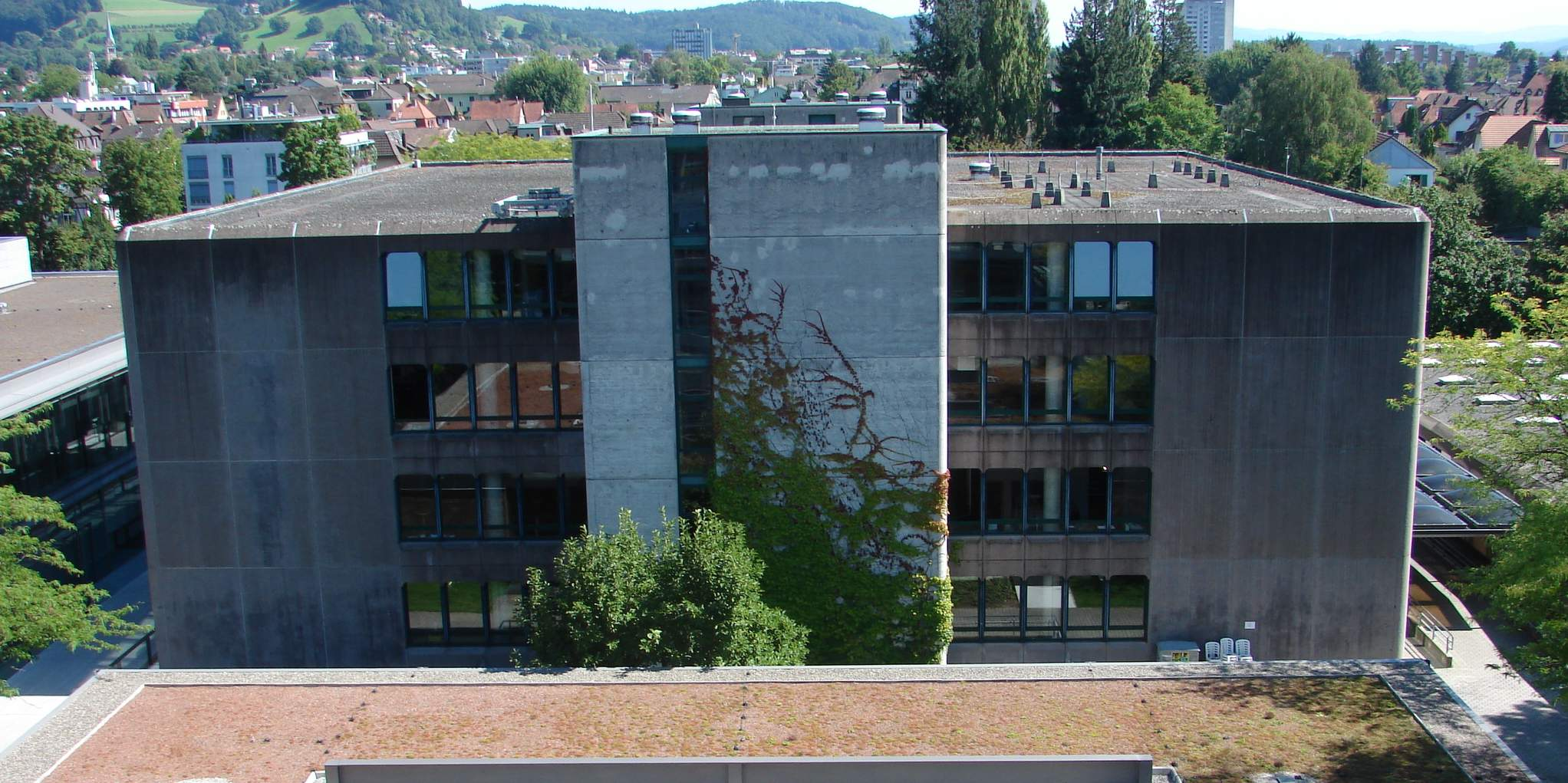
Mensa und Mediothek (6)
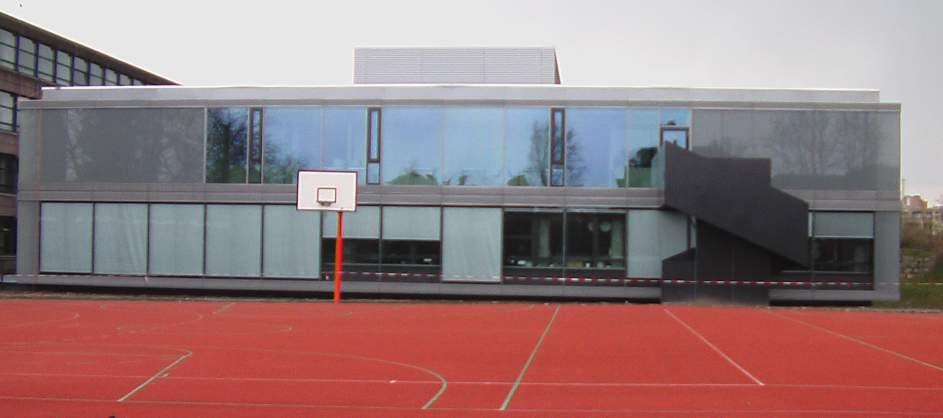
Naturwissenschaften (7, nach der Sanierung)
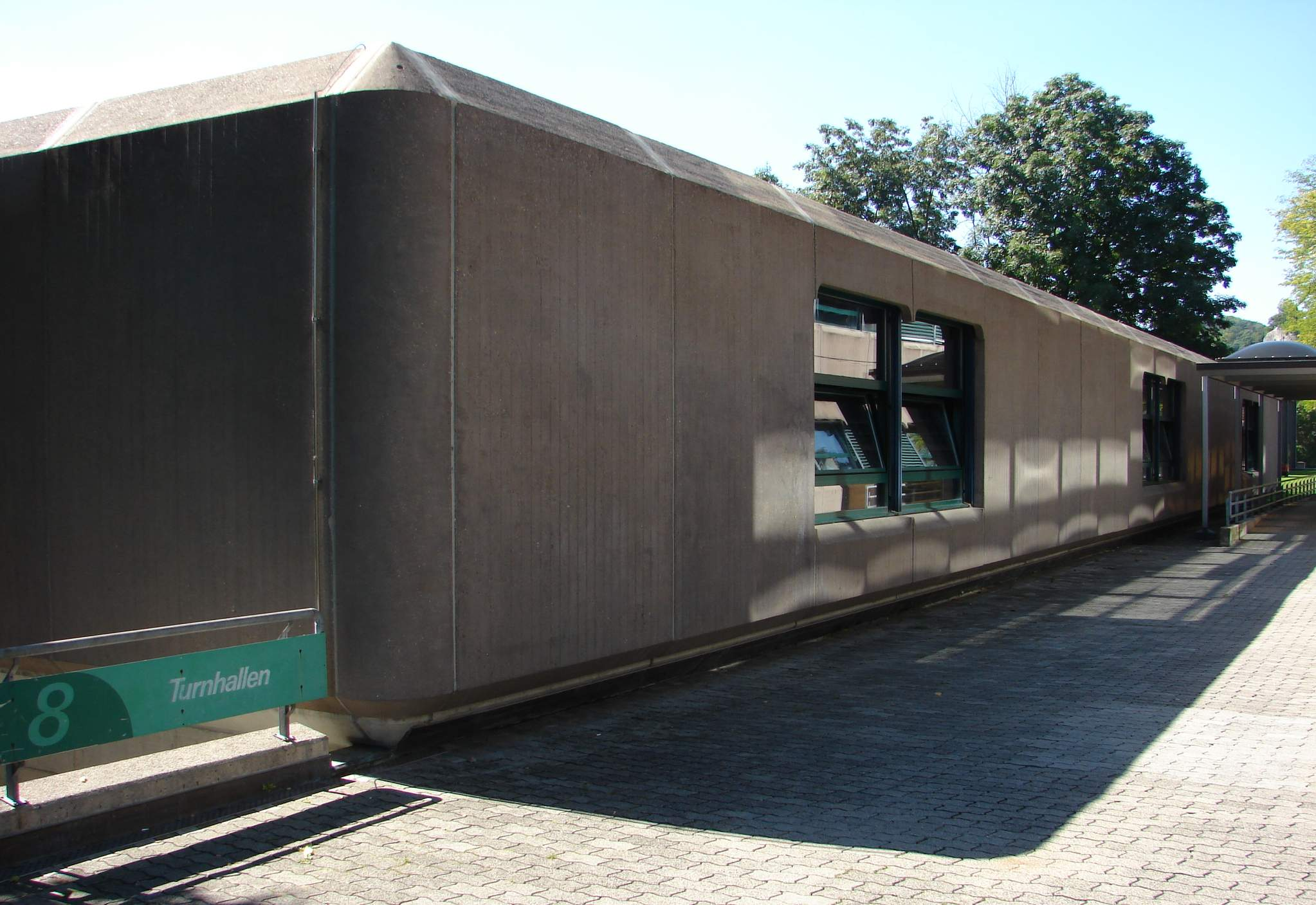
Dreifachturnhalle (8)

### Sanierung (2005–2007)
Der in den 1960er-Jahren grosszügig eingesetzte Spritzasbest, um die Stahlträger im Brandfall vor Überhitzung zu schützen, machte lange Zeit eine Sanierung der Hallerbauten unmöglich. Den Sanierungsarbeiten musste erst eine professionelle Entfernung des Asbest vorausgehen. Während der Asbestentfernung konnte in den Hallerbauten nicht unterrichtet werden. Um auf Provisorien während der Asbestentfernung und Umbauphase verzichten zu können, entschied man sich eine Aufstockung und Modernisierung des Naturwissenschafts-Traktes vorzuziehen. Dadurch konnte, relativ kostenneutral, dringend benötigter zusätzlicher Schulraum gewonnen werden.
In die Hallerbauten zog modernste Technik ein. Beispielsweise konnten die Bauten auf Minergiestandard umgebaut werden und an das Internet angeschlossen werden. Trotz der Modernisierung wurde darauf geachtet, dass der Haller typische Stil erhalten bleiben konnte. Die nur 64 Quadratmeter grossen Schulzimmer, für heutige Klassen mit 26 Schülern zu klein, wurden neu möbliert, die bisherigen Möbel schenkte man dem Gymnasium Magyar Örökség-díjjal Kitüntetett Lónyay Utcai Reformátur in Budapest. Neu konnte jedes Zimmer mit Beamer, DVD-Spieler und flächendeckendem Wireless LAN ausgestattet werden.
- Zeitraffer vom Stahlgerüstbau der NAWI Aufstockung

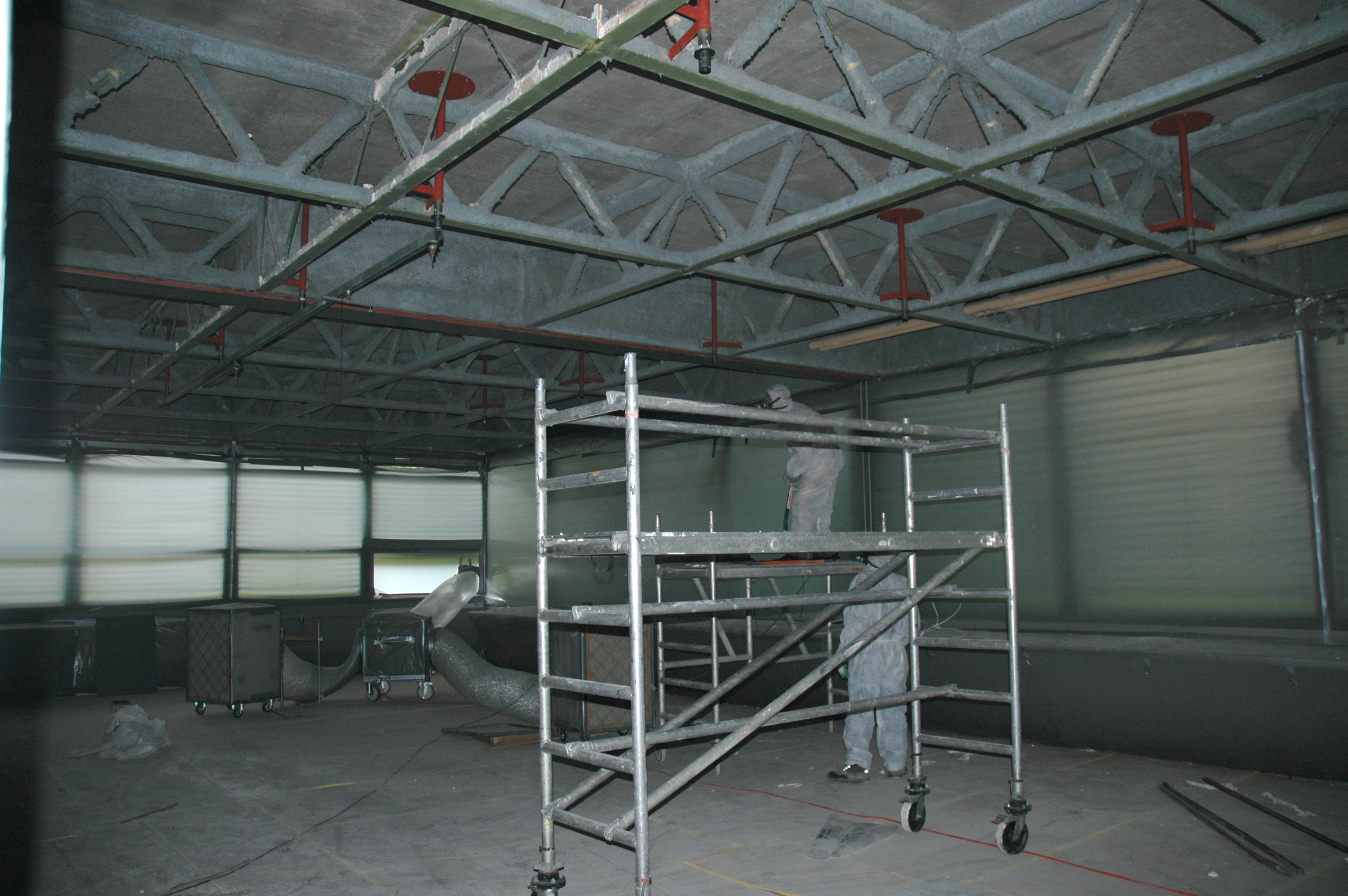
Aufnahme während der Asbestsanierung

### Provisorische Schulbauten (2012–2013)
Da die Schülerzahl im ganzen Kanton stärker als erwartet gestiegen ist, wurde die Kanti Baden auf das Schuljahr 2012/2013 hin um einen zweistöckigen Pavillon mit 12 Schulzimmern für den Fremdsprachenunterricht erweitert – allerdings nur als Provisorium für maximal acht Jahre. Rund ein Jahr später kam ein Turnhallenprovisorium dazu, das in Kürze auch abends voll ausgelastet war.

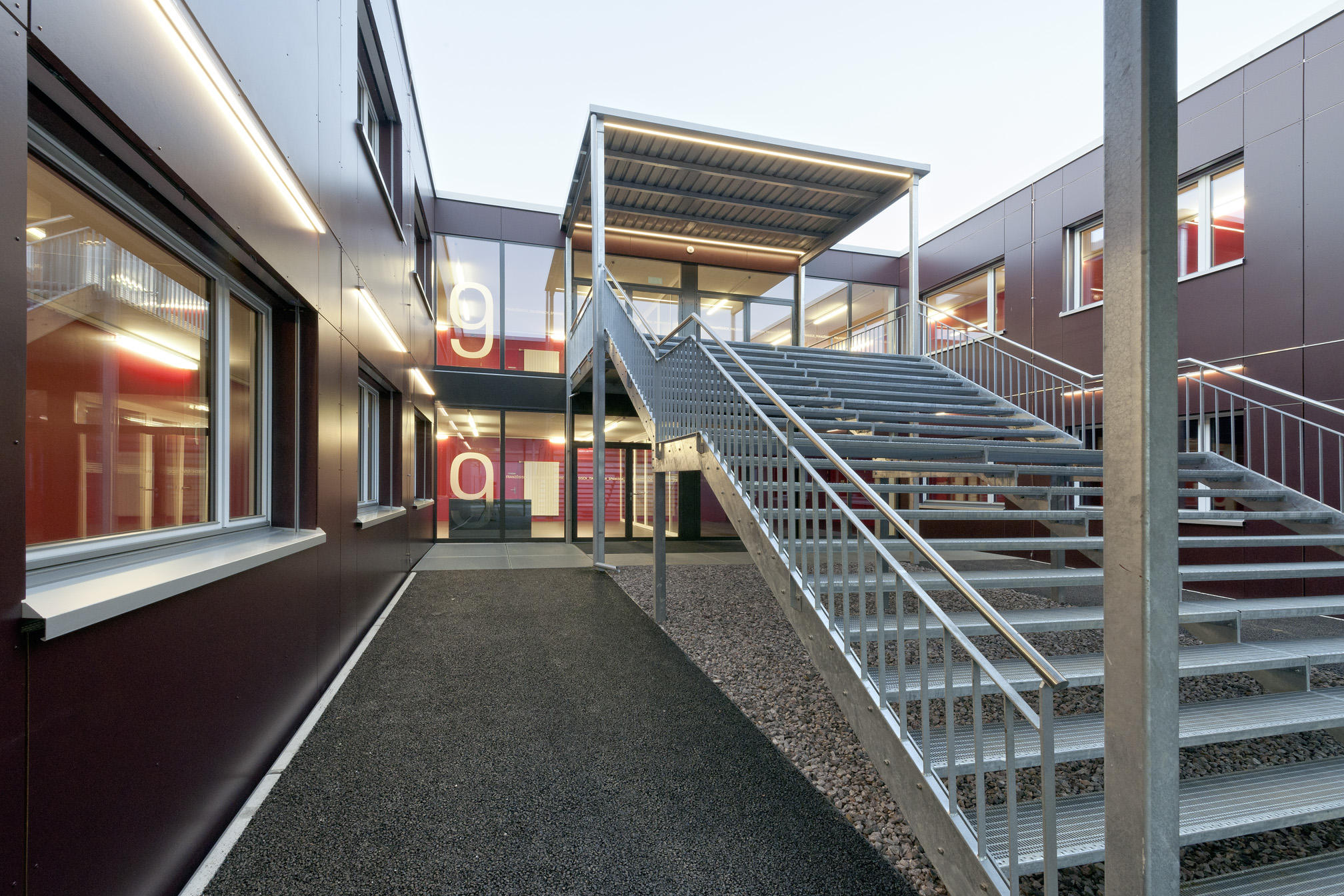
Pavillon (9)
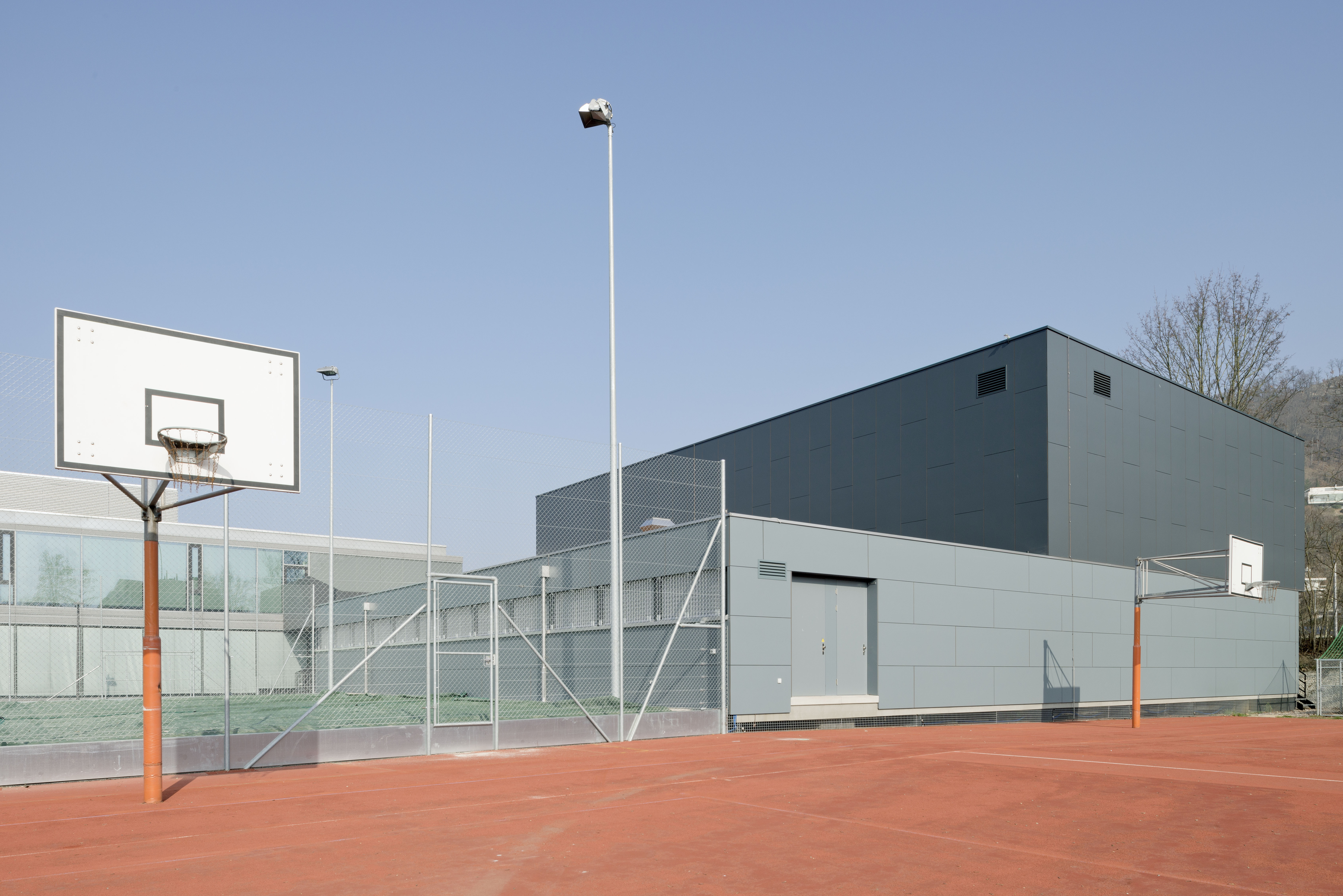
Turnhallenprovisorium (10)

### 3D-Modelle
- Kantonsschule Baden als 3D-Modell im 3D Warehouse von SketchUp